# Juan VI de Portugal
Juan VI de Portugal, en portugués João VI (Lisboa, 13 de mayo de 1767 - ídem, 10 de marzo de 1826), apodado el Clemente, infante portugués, perteneciente a la Dinastía de Braganza, coronado rey del Reino Unido de Portugal, Brasil y Algarve desde 1816 a 1822, de facto, y desde 1822 hasta 1825, de iure. Desde 1825 fue rey de Portugal hasta su muerte en 1826. Por el Tratado de Río de Janeiro, que reconocía la independencia de Brasil del Reino Unido de Portugal, Brasil y Algarbes, Juan VI también fue emperador titular, aunque fue su hijo Pedro I el emperador de Brasil de facto.
Fue uno de los últimos representantes del absolutismo, Juan VI vivió un periodo tumultuoso y su reinado no conoció una paz duradera. No esperaba convertirse en rey; solo fue heredero de la Corona tras la muerte de su hermano mayor, José. Asumió la regencia cuando su madre, María I fue declarada mentalmente incapaz. Tuvo que lidiar con la constante injerencia en los asuntos del reino de naciones más poderosas, sobre todo España, Francia e Inglaterra. Obligado a huir de Portugal por la invasión napoleónica, llegó a Brasil, se enfrentó a revueltas liberales, similares a las de la metrópoli y fue obligado a volver a Europa en medio de nuevos conflictos. Su matrimonio también fue accidentado y su esposa, Carlota Joaquina de Borbón, conspiró contra él en diversas ocasiones en favor de intereses personales o de España, su país natal. Perdió Brasil cuando su hijo Pedro proclamó la independencia y vio a su otro hijo Miguel, rebelarse para deponerlo. Finalmente, se ha comprobado que murió envenenado.
Creó en Brasil diversas instituciones y servicios que fueron la base de la autonomía nacional, por lo que para muchos investigadores es el verdadero mentor del Estado brasileño. A pesar de eso, es hoy uno de los personajes más ridiculizados de la historia luso-brasileña y se le acusa de indolente, falta de tino político y constante indecisión, sin hablar que su persona fue retratada frecuentemente como grotesca, lo que, según la historiografía más reciente, es en la mayor parte de los casos una imagen injusta.

## Primeros años

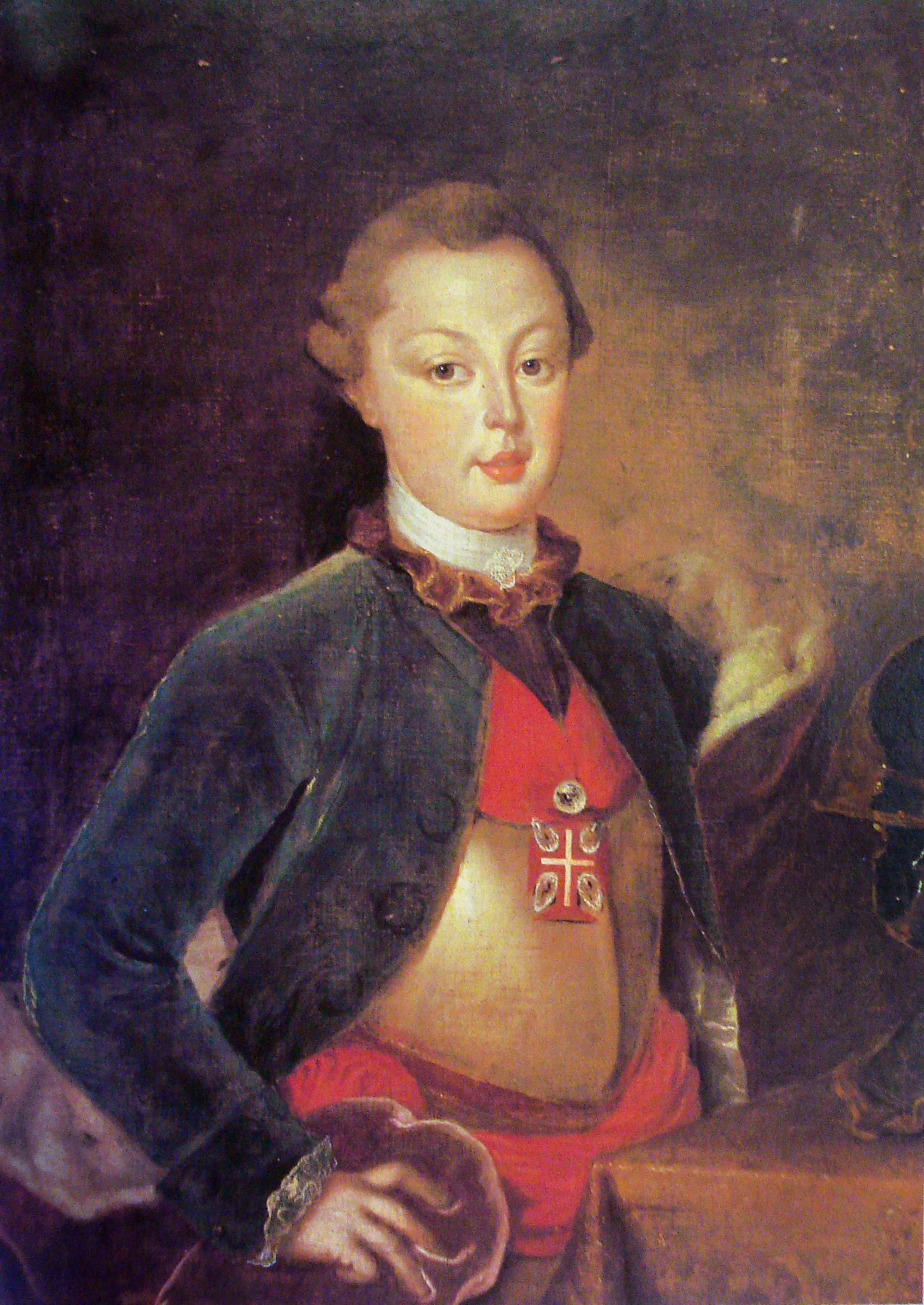
Don Juan infante, pintura anónima en el Museu da Inconfidência.

Juan nació el 13 de mayo de 1767, durante el reinado de su abuelo, José I. Fue el segundo de los hijos de María, la futura María I, y su marido Pedro III, hermano de José I. Tenía diez años cuando su abuelo murió y su madre subió al trono como María I de Portugal. Su infancia y juventud fue muy discreta, ya que era un infante a la sombra de su hermano José, que era el primogénito y heredero al trono. De hecho, se creó un mito sobre la falta de cultura del príncipe. Sin embargo, según Pedreira y Costa, hay pruebas de que recibió una cultura tan rigurosa como la de su hermano. Por otro lado, un relato del embajador francés lo describió como dubitativo y apagado. Hay poca información sobre esta fase de su vida.
Según la tradición, tuvo como profesores de letras y ciencias a Manuel do Cenáculo, Antônio Domingues do Paço y Miguel Franzini, como profesores de música al organista João Cordeiro da Silva y al compositor João Sousa de Carvalho y como profesor de equitación, al sargento mayor Carlos Antônio Ferreira Monte. También recibió clases de religión, leyes, francés y etiqueta. La historia la aprendió a través de la lectura de las obras de Duarte Nunes de Leão y João de Barros.

## Matrimonio y crisis sucesoria
El 8 de mayo de 1785 se casó con la primogénita del futuro rey de España Carlos IV y su esposa María Luisa de Parma, Carlota Joaquina de Borbón, (quien apenas tenía 10 años de edad). Por razones políticas, al temer una nueva Unión ibérica, parte de la corte portuguesa no veía el matrimonio con una princesa española con buenos ojos. A pesar de su escasa edad, Carlota era considerada una niña muy vivaz y con una educación refinada. Sin embargo, tuvo que aguantar cuatro días de pruebas ante los embajadores portugueses antes de que el matrimonio se llevara a cabo. Además, al ser parientes y al ser ella muy joven, fue necesaria una dispensa papal para que pudieran casarse. Tras la confirmación, se firmaron las capitulaciones matrimoniales en la sala del trono de la corte española, rodeado de una gran pompa y con la participación de los grandes de ambos reinos, seguido de los esponsales, realizado por poderes. Juan VI fue representado por el padre de la novia. Esa noche se ofreció un banquete para más de 2000 invitados.

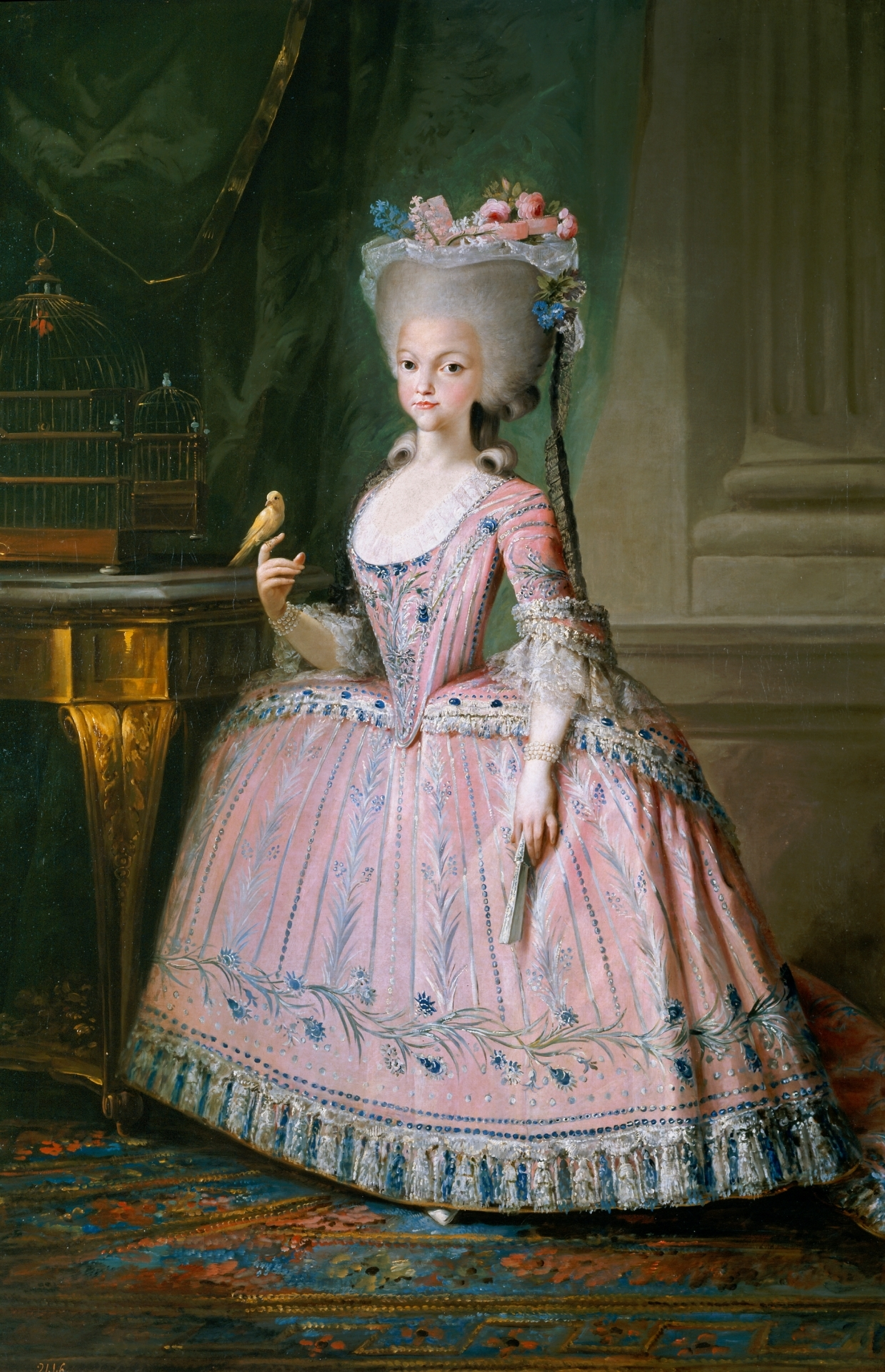
Carlota Joaquina en 1785, pintura de Mariano Salvador Maella.

La infanta fue recibida en palacio ducal de Vila Viçosa a principios de mayo, y el 9 de junio la pareja recibió las bendiciones nupciales en la capilla del palacio. Su matrimonio se celebró al mismo tiempo que el de su hermana, Mariana Victoria de Braganza con el infante Gabriel de Borbón, también de la casa real española. La asidua correspondencia entre Juan y Mariana en la época revela que echaba de menos a su hermana y, comparándola con su joven esposa, decía: «Es muy inteligente y tiene mucho juicio. Lo único que le pasa es que aún es muy pequeña y a mí me gusta mucho, pero por eso no dejo de querer tener amor igualmente». Por otra parte, el temperamento de la niña era poco dado a la docilidad, lo que a veces exigía la intervención de la propia reina María. Además, la diferencia de edad (él tenía 18 y ella solo 10) lo incomodaba y le producía ansiedad. Por la excesiva juventud de la esposa, el matrimonio aún no se consumó y decía: «Ahora empieza el momento de jugar mucho con la infanta. Si sigo así, juzgo que no pasará nada hasta dentro de 6 años. Ha crecido muy poco desde que vino». De hecho, la consumación tuvo que esperar al 5 de abril de 1790. En 1793 nació María Teresa, la primera de los nueve hijos que tendrían.

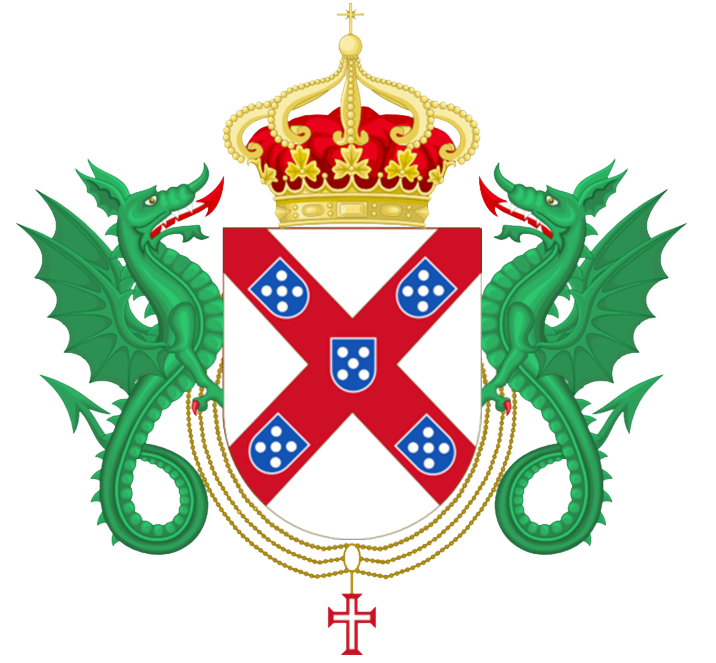
Armas de la Casa de Braganza.

Entre estos años, su vida relativamente pacífica sufrió un revés el 11 de septiembre de 1788, cuando su hermano mayor, José, falleció. Juan pasó entonces a ser el heredero de la Corona. En José el pueblo depositaba grandes esperanzas y era considerado un príncipe alineado con los ideales progresistas de la Ilustración, pero era criticado por los religiosos, ya que parecía inclinarse hacia la orientación política anticlerical del marqués de Pombal. En contrapartida, la imagen de Juan mientras su hermano vivió era la opuesta. Su religiosidad era notoria y se había mostrado favorable al régimen absolutista. La crisis sucesoria se agravó cuando, al año siguiente, Juan enfermó gravemente y temió por su vida. Recuperado, en 1791, volvió a enfermar «echando sangre por la boca y por los intestinos», según las anotaciones dejadas por el capellán del marqués de Marialva y añadiendo que su ánimo estaba siempre abatido. Se formó en un clima de tensión e incertidumbre sobre su futuro reinado.

## Regencia

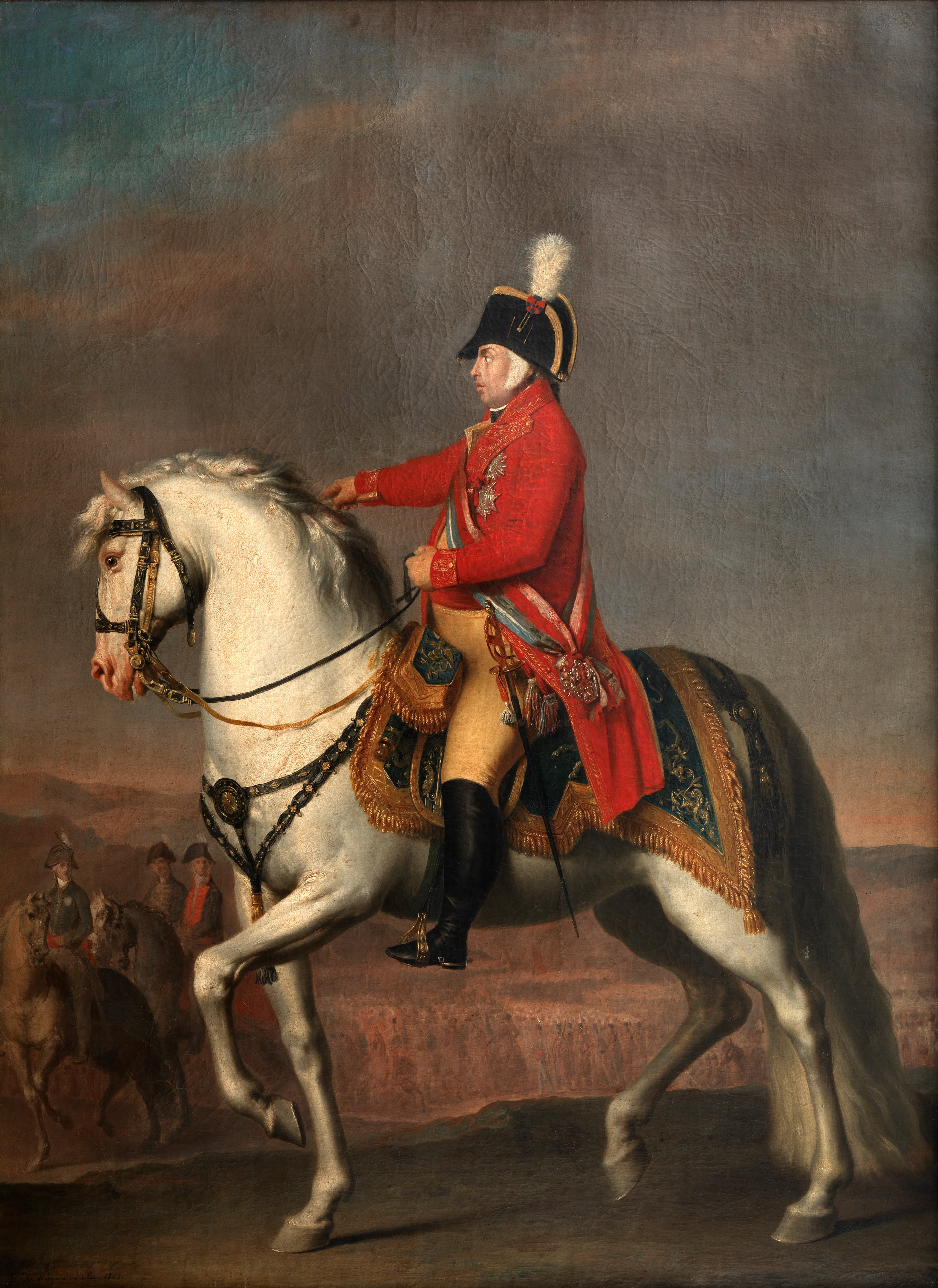
El príncipe regente pasando revista a las tropas en Azambuja, por el artista Domingos Sequeira (1803).

La reina comenzó a presentar síntomas de problemas mentales. El 10 de febrero de 1792, diecisiete médicos firmaron un documento en el que declaraban que esta no podía seguir al frente del país pues no se preveía mejoría en sus enfermedades. Juan se mostró en un primero momento reacio a asumir el poder y rechazó la idea de formar una regencia strictu sensu, lo que propició que diversos miembros de la nobleza crearan una facción a fin de gobernar el reino de facto a través de un Consejo. Hubo incluso rumores de que Juan padecía síntomas de la misma enfermedad de su madre y se especuló con que él tampoco estaba capacitado para reinar. Según antiguas leyes sobre la regencia, si el regente falleciera o se viera impedido de reinar y si este tenía hijos menores de 14 años (como era el caso), el gobierno sería ejercido por los tutores de los infantes o, si estos no hubiesen ejercidos formalmente, por la esposa del regente (una española). Todo se complicaba entre temores, sospechas e intrigas en el más alto poder del Estado.
Al mismo tiempo, se empezaban a sentir los rumores de la Revolución francesa, que causaron perplejidad en las casas reinantes europeas. La ejecución del rey francés Luis XVI el 21 de enero de 1793 por las fuerzas revolucionarias precipitó una respuesta internacional. El 15 de julio se firmó una convención entre España y Portugal y el 26 de septiembre Portugal se alió con Inglaterra. Ambos tratados tenían como objetivo el auxilio mutuo contra los franceses y llevó a los portugueses, el año siguiente, a la guerra del Rosellón, en la que participaron 6000 soldados y que acabó siendo un fracaso. Además, hubo un delicado problema diplomático: Portugal no podía firmar la paz con Francia sin infringir la alianza con Inglaterra, en la que estaban además mezclados varios intereses, por lo que se pasó a buscar una neutralidad que se reveló frágil y tensa.
Tras la derrota, y habiendo España dejado a un lado Portugal en la Paz de Basilea firmada con Francia y al ser Inglaterra demasiado poderosa para ser atacada directamente, el objetivo de la venganza francesa fue Portugal. Asumiendo el poder francés en 1799, el mismo año en que Juan se convirtió oficialmente en el regente del reino, Napoleón Bonaparte coaccionó a España a imponer un ultimátum a los portugueses, que le obligaba a romper los tratados con Inglaterra y someter al país a los intereses franceses. Tras la negativa de Juan, la neutralidad se hizo inviable. En 1801, España y Francia invadieron Portugal, episodio conocido como la Guerra de las Naranjas, donde se perdió la plaza de Olivenza. Todos los países involucrados, que tenían intereses contrapuestos, realizaban movimientos ambiguos y acuerdos secretos. La situación se tornó crítica para Portugal, que quería mantenerse al margen de los conflictos. Al ser la parte más débil fue nuevamente invadido. Mientras tanto, Juan se encontró con el enemigo en casa. Su propia esposa, fiel a los intereses españoles, inició intrigas para deponer al marido y tomar el poder, tentativa que acabó abortada en 1805 y que supuso que la conspiradora tuviera que ser exiliada de la corte y empezara a vivir en el palacio de Queluz, mientras que el regente pasó a vivir en el palacio Nacional de Mafra.

### Salida hacia Brasil
En 1807 se firmaron los tratados de Tilsit, entre Francia y Rusia y de Fontainebleau, entre Francia y España, donde se definió la conquista y división de Portugal. El destino del reino estaba, pues, escrito. Juan intentó ganar tiempo desesperadamente y hasta el último momento simuló una sumisión voluntaria a Francia y le llegó a sugerir al rey inglés la declaración de una guerra ficticia a Inglaterra. El Bloqueo Continental decretado por Napoleón no fue respetado en todos los términos y, en secreto, se firmó con Inglaterra un nuevo acuerdo por el que Portugal recibiría ayuda para una posible fuga de la familia real. El acuerdo era sumamente ventajoso para los ingleses ya que, por un lado, solo se comprometía a apoyar un gobierno legítimo que le era simpático y, por otra parte, mantenía su influencia sobre el país y seguía sacando grandes réditos en el comercio con el imperio transcontinental portugués. Portugal debía escoger entre la obediencia a Francia o a Inglaterra y el gobierno, dividido entre francófilos y anglófilos, dudaba, lo que podría poner a Portugal en una situación de guerra con las dos potencias. Posteriormente, los hechos se precipitaron: en octubre de 1807 llegó una información de que un ejército compuesto de franceses y españoles se acercaba, el 1 de noviembre se conoció en la corte de Napoleón una noticia que afirmaba que los Braganza dejarían de reinar en dos meses y, el 6 de noviembre, una escuadra inglesa entró en el puerto de Lisboa con una fuerza de 7000 hombres, con órdenes de escoltar a la familia real hacia Brasil o, si el gobierno se rendía a los franceses, atacar y conquistar la ciudad. Después de una angustiosa ponderación y presionado por todos lados, Juan decidió aceptar la protección inglesa y salir hacia Brasil.

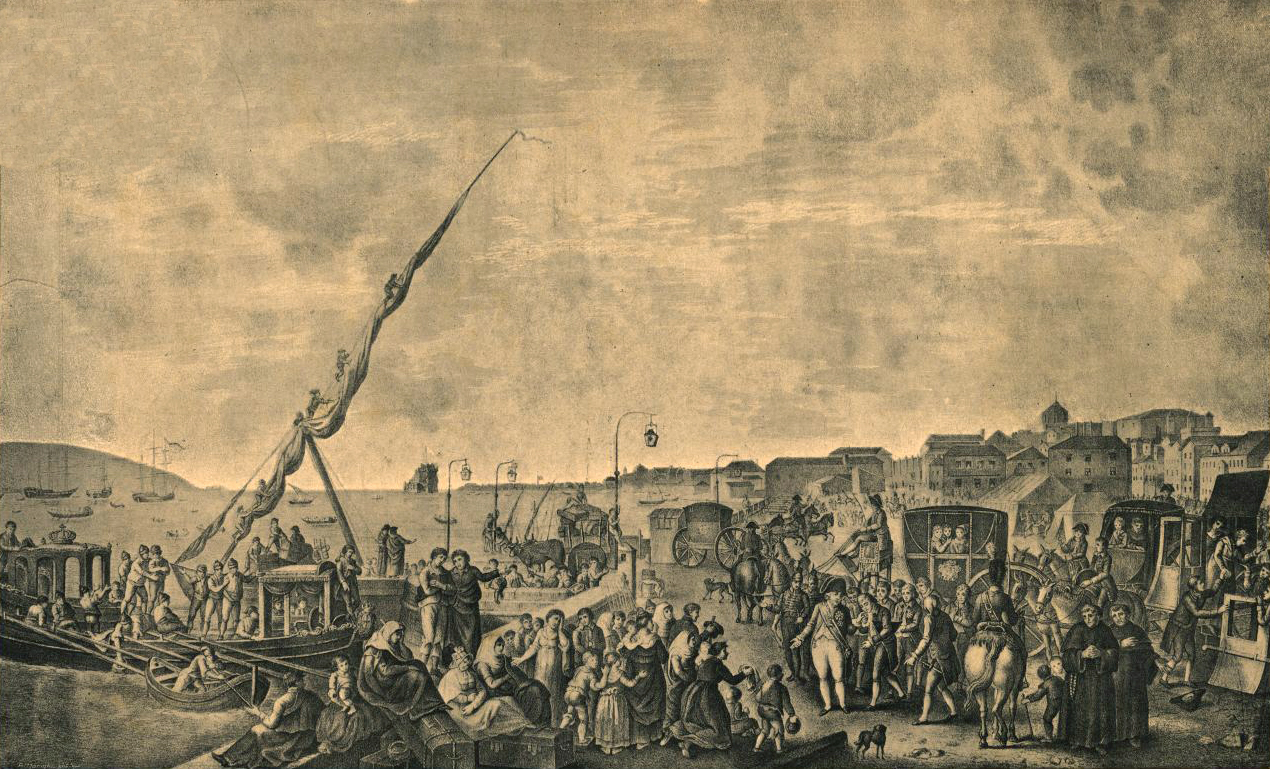
Embarque hacia Brasil en el puerto de Belém. Grabado de Francisco Bartolozzi a partir del óleo de Nicolas Delariva.

El ejército invasor, mandado por Junot, inició el avance, pero llegó a las puertas de la capital el 30 de noviembre de 1807. Tras haberse enfrentado a varias dificultades en el camino, esta milicia estaba débil y hambrienta, sus uniformes estaban hechos unos harapos y los soldados, en su mayoría novatos inexpertos, apenas conseguían cargar con las armas. Alan Manchester los describió diciendo «sin caballería, artillería, cartuchos, zapatos ni comida, tambaleándose de cansancio, la tropa parecía más la evacuación de un hospital que un ejército marchando triunfalmente para conquistar un reino», y por eso se creía que una resistencia podía haber tenido éxito, pero el gobierno no estaba al corriente de la situación del enemigo y, además, ya era demasiado tarde. Juan, acompañado por toda la familia real y un gran séquito de nobles, prelados, funcionarios del Estado y criados, así como un voluminoso equipaje que incluía un valioso acervo de arte, los archivos de Estado y el tesoro real, partió hacia Brasil dejando al país con una regencia. La idea de cambiar la sede de la corte a América, como acto geopolítico, existía en Portugal desde hacía mucho tiempo y ya se habían hecho algunos preparativos. Sin embargo, en ese momento, la fuga tuvo que realizarse deprisa, bajo la lluvia, que dejó las calles convertidas en un lodazal y causó un gran tumulto en Lisboa, con una población atónita y revolucionada que no podía creer que su príncipe fuera a abandonarlos. Con la confusión, se olvidaron en el muelle innumerables maletas y pertenencias, cajones con la plata de las iglesias, que fue confiscada y fundida por los franceses y el preciado acervo de 60 000 volúmenes de la Biblioteca Real, que fueron salvados y enviados a Brasil más tarde. Según el relato de José Acúrsio das Neves, la salida causó una profunda conmoción en el príncipe regente:

Quería hablar pero no podía; quería moverse y, tembloroso, no podía ni dar un paso; caminaba sobre un abismo y se le presentaba en la imaginación un futuro tenebroso y tan incierto como el océano al que iba a entregarse. Patria, capital, reino, vasallos, todo lo iba a abandonar de forma repentina, con pocas esperanzas de volver o de volver a verlos y todo era como espinas que le atravesaban el corazón.

Para explicarse ante el pueblo, Juan mandó fijar carteles por las calles en los afirmaba que su salida había sido inevitable, a pesar de todos los esfuerzos realizados para asegurar la integridad y la paz del reino, recomendó calma a todos y ordenó que no se resistieran a los invasores para que no se derramara sangre en vano. Debido a la prisa, en el mismo navío que el príncipe viajaban su madre, la reina, y los herederos Pedro y Miguel. Una decisión imprudente, teniendo en cuenta los riesgos de un viaje transatlántico en aquella época, ya que se ponía en peligro la sucesión de la corona, si naufragara. Sin embargo, Carlota y las infantas iban en otros dos barcos. El número de personas embarcadas era objeto de controversia: en el siglo XIX se hablaba de hasta 30 000. No obstante, hoy se estima que el número oscilaría entre 500 y 15 000 personas, pues la escuadra, compuesta por quince embarcaciones, solo podría llevar entre 12 000 y 15 000 personas, incluyendo a los tripulantes. No obstante, existen varios relatos sobre la sobreocupación de los barcos. Según Pedreira y Costa, teniendo en cuenta todas las variables, lo más probable es que hubiera entre 4000 y 7000 personas, incluyendo la tripulación. Muchas familias fueron separadas y muchos altos dignatarios no encontraron un lugar en los barcos, por lo que tuvieron que quedarse en tierra. El viaje no fue tranquilo: al empezar, tuvieron que hacer frente a una tormenta que obligó a un considerable desvío en la ruta. Además, varios barcos tenían una condición precaria y la sobreocupación impuso condiciones humillantes para la nobleza, que tuvo que dormir apiñada, bajo viento y lluvia, en las cubiertas. La higiene era pésima y se originó una epidemia de piojos ya que muchos no consiguieron llevar mudas de ropa. Varias personas enfermaron y se tuvo que racionar el agua y los alimentos, que eran escasos. Los ánimos se encendieron y empezaron los rumores y la flota, tras atravesar una densa niebla en la que se perdió el contacto visual entre los barcos, sufrió una nueva tempestad que dañó seriamente algunos barcos y acabó por dispersarlos a la altura de la isla de Madeira. Posteriormente, el príncipe cambió de planes y, por orden suya, el grupo de barcos que aún los acompañaba se dirigió hacia Salvador de Bahía, probablemente por razones políticas —agradar a los habitantes de la primera capital de la colonia, que ya habían mostrado signos de descontento por la pérdida de su antiguo estatus—, mientras que los otros barcos siguieron hacia Río de Janeiro, siguiendo el plan inicial.

### La transformación de la colonia en reino

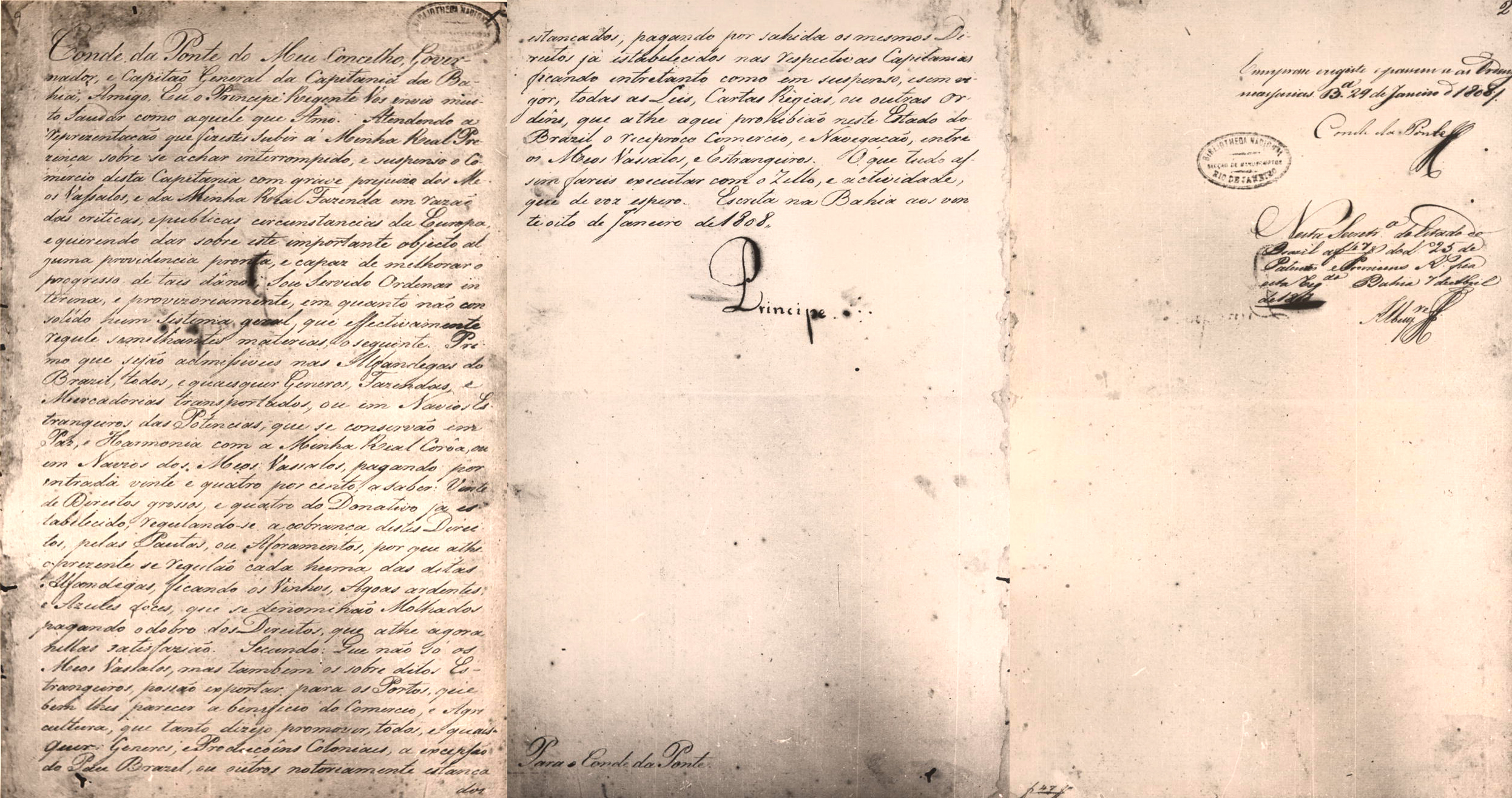
Decreto de apertura de puertos, Biblioteca Nacional de Brasil.

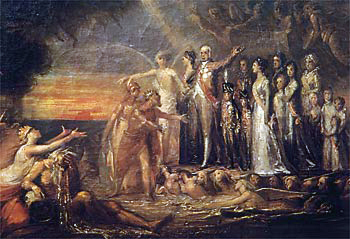
Alegoría de la llegada de Juan a Brasil.

El 22 de enero de 1808, el barco que llevaba al regente, así como otros navíos, atracaron en la bahía de Todos los Santos, en Brasil. No obstante, en Salvador de Bahía el muelle estaba desierto pues el gobernador, el conde da Ponte, prefirió primero aguardar las órdenes del príncipe y después permitir al pueblo que lo recibiera. Extrañado por la actitud, Juan ordenó que todos fueran cuando quisieran. Mientras, para permitir que la nobleza se recuperara después del viaje, el desembarco fue retrasado un día, cuando fueron recibidos de forma festiva, con un desfile, repique de campanas y la celebración de un Te Deum en la catedral. Los días siguientes, el príncipe recibió a todos los que lo quisieron homenajear, para lo que se realizó el ceremonial besamanos y se concedieron diversas mercedes. Entre ellas, se decretó la creación de un aula pública de Economía y una escuela de Cirugía, pero sobre todo se decretó la apertura de puertos a las naciones amigas, una medida de gran importancia política y económica y la primera de las muchas que se tomaron para mejorar las condiciones de la colonia. Además, Inglaterra, cuya economía dependía en gran parte del comercio marítimo y que se había convertido en una especie de «tutora» del reino, se benefició directamente, obteniendo diversos privilegios.
Hubo un mes de celebraciones en Salvador de Bahía por la presencia de la corte y se intentó que se convirtiera en la nueva sede del reino e incluso se ofreció construir un lujoso palacio para albergar a la familia real. Sin embargo, Juan recordó a los habitantes que se había anunciado a todas las naciones su intención de quedarse en Río de Janeiro, declinó la oferta y continuó el viaje. El barco que lo llevaba entró en la bahía de Guanabara el 7 de marzo y se encontró con las infantas y otros miembros de la comitiva, cuyos navíos habían llegado antes. El día 8, finalmente, toda la corte desembarcó y se encontró con una ciudad engalanada para recibirlos. Fueron nueve días de celebraciones ininterrumpidas. Un conocido cronista de la época, el padre Perereca, testigo ocular de la llegada, al mismo tiempo que se lamentaba con las noticias de la invasión de la metrópoli, ya intuyó lo que significaba que la corte estuviera en suelo brasileño:

Si tan grandes eran los motivos de lamento y aflicción, no eran menores las causas de consuelo y de aliento: un nuevo orden de las cosas iba a empezar en esta parte del hemisferio austral. El imperio de Brasil estaba ya proyectado y ansiosamente suspirábamos por la poderosa mano del príncipe regente, nuestro señor, para poner la primera piedra de la futura grandeza, prosperidad y poder del nuevo imperio.

Con la corte llegó lo esencial del aparado de un Estado soberano: la alta jerarquía civil, religiosa y militar, aristócratas y profesionales liberales, artesanos cualificados, funcionarios. Para muchos estudiosos del traslado de la corte para Río, fue en este momento cuando se inició la fundación del Estado brasileño y se dieron los primeros pasos para su verdadera independencia. Aun así, formal y jurídicamente Brasil aún continuó algún tiempo como colonia portuguesa, en palabras de Caio Prado Júnior:

Estableciendo en Brasil la sede de la monarquía, el regente abolió ipso facto el régimen del colonia en el que país vivía hasta entonces. Todas las características de ese régimen desaparecieron, dejando solo la circunstancia de continuar al frente de un gobierno extraño. Fueron abolidas, una detrás de otra, los viejos engranajes de administración colonial y fueron sustituidos por otros más propios de una nación soberana. Se acabaron las restricciones económicas y pasaron a un primer plano las necesidades políticas del gobierno, los intereses del país.

Sin embargo, lo primero fue acomodar a todos los recién llegados, un problema difícil de resolver dado las pequeñas dimisiones de la ciudad. Principalmente, faltaban casas lo suficientemente «dignas» para satisfacer a los nobles y, en especial, a la propia familia real. Esta se instaló en el palacio de los Virreyes, un gran caserón, pero sin las mínimas comodidades y sin nada que ver con los palacios portugueses. Aunque era grande, no era suficiente para albergarlos a todos y fue necesario requisar edificios vecinos como el convento do Carmo, el ayuntamiento y la cárcel. Para atender a los otros nobles e instalar nuevos departamentos gubernamentales, numerosas residencias menores fueron expropiadas deprisa. Como el regente, a pesar de los esfuerzos del virrey Marcos de Noronha e Brito y de Joaquim José de Azevedo, aún estaba mal instalado, el comerciante Elias António Lopes le ofreció su casa de campo en la Quinta da Boa Vista, un palacete suntuoso y excelentemente localizado que agradó al príncipe. Tras varias reformas y ampliaciones, el palacete se transformó en el palacio de São Cristóvão. Carlota Joaquina, por su parte, prefirió quedarse en una casa de campo cerca de la playa de Botafogo, siguiendo la costumbre de vivir separada del marido.

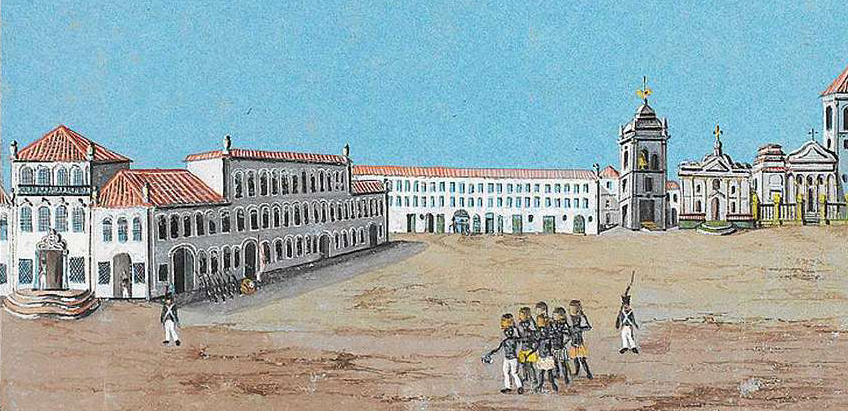
El Largo do Carmo en el sector antiguo de Río de Janeiro, poco después de la llegada de Juan VI y la corte de Portugal. A la izquierda, el Palacio Imperial.

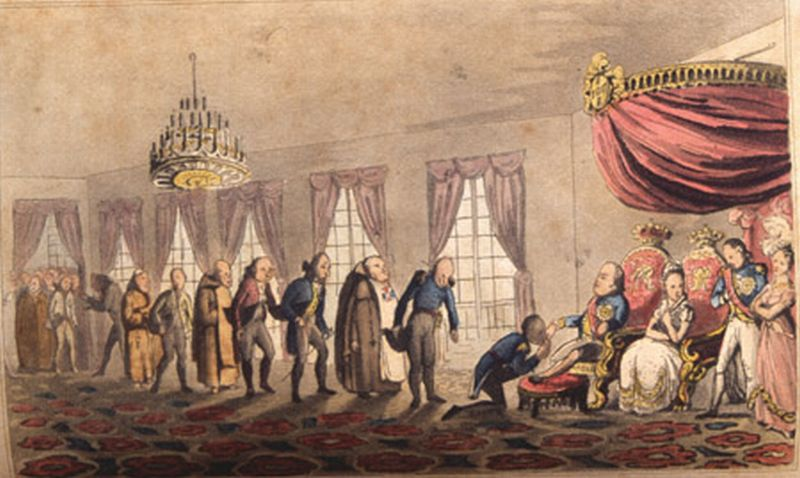
Registro de la ceremonia del besamanos en la corte carioca de Juan de Braganza, una costumbre típica de la monarquía portuguesa

La ciudad, en la época con cerca de 60 000 habitantes, se vio transformada de la noche al día. La población adicional, cargada de nuevas exigencias, impuso una nueva organización en el abastecimiento de alimentos y otros bienes de consumo, incluido artículos de lujo. El proceso de instalación de los portugueses aún llevaría años para completarse y la vida diaria en Río se volvió caótica durante un tiempo: los alquileres se doblaron, subieron los impuestos y los víveres desaparecieron, requisados por la nobleza. Eso disipó el entusiasmo popular por la llegada del príncipe. Con el tiempo, la fisionomía urbana empezó a cambiar, con la construcción de numerosas residencias, palacetes y otras edificaciones y se instalaron numerosas mejoras en los servicios públicos y en las infraestructuras. Igualmente, la presencia de la corte introdujo cambios en la etiqueta, nuevas modas y nuevas costumbres, incluida una nueva estratificación social.
Entre esas costumbres, Juan continuó en Brasil con la tradicional ceremonia portuguesa del besamanos, por la cual sentía gran aprecio y que empezó a formar parte del folclore y que al pueblo le fascinaba. Recibía a sus súbditos todos los días, excepto los domingos y festivos. Estos esperaban en grandes filas, donde se mezclaban nobles y plebeyos, para mostrarle su respeto al monarca y pedirles mercedes. Dijo el pintor Henry L'Evêque que «el príncipe, acompañado de un secretario de Estado, un criado y algunos oficiales, recibe todas las peticiones que se le presentan; escucha con atención todas las quejas; consuela a algunos; anima a otros... La vulgaridad de las maneras, la familiaridad del lenguaje, la insistencia de algunos, lo prolijo de otros, nada lo enfada. Parece olvidarse de que es su señor para pensar que es solo su padre». Manuel de Oliveira Lima anotó que «nunca confundía las fisionomías ni las súplicas y maravillaba a los suplicantes con el conocimiento que tenía de su vida, de sus familias, incluso de los pequeños incidentes acaecidos en tiempos pasados y ellos apenas podrían creer que el rey se acordara de todo esto».
A lo largo de su estancia en Brasil, el rey formalizó la creación de un enorme número de instituciones y servicios públicos y promovió la economía, la cultura y otros ámbitos de la vida nacional. Todas esas medidas fueron tomadas, en un principio, por la necesidad práctica de administrar un gran imperio en un territorio antes desprovisto de tales servicios, pues la idea predominante era que Brasil continuaría siendo una colonia, ya que se esperaba la vuelta de la corte para la antigua metrópoli en cuanto la situación política europea se normalizara. Sin embargo, esos avances se convertirían en la base de la futura autonomía de Brasil.
No obstante, esto no significa que todo fuera progreso. Hubo serias crisis políticas, que se iniciaron justo después de su llegada, con la invasión de la Guyana Francesa en 1809 en represalia a la invasión de Portugal, y grandes problemas económicos, empezando con el acuerdo comercial de 1810 impuesto por Inglaterra que, en la práctica, inundó el pequeño mercado interno de artilugios inútiles y perjudicó las exportaciones y la creación de nuevas industrias en el país. El déficit público se multiplicó por veinte y la corrupción se propagó por todas las instituciones, inclusive el Banco do Brasil, que acabó quebrando. Además, la corte era extravagante y gastadora, acumulaba privilegios y más privilegios y sustentaba una legión de maleantes y aventureros. El cónsul británico James Henderson observó que pocas cortes europeas eran tan grandes como la portuguesa. Laurentino Gomes afirmó que Juan de Braganza concedió más títulos hereditarios durante los ocho primeros años en su estancia en Brasil que en los 300 años anteriores de la historia de Portugal, sin contar las más de 5000 insignias de las órdenes honoríficas.
Cuando Napoleón fue apeado del poder, en 1815, las potencias europeas se reunieron en el Congreso de Viena para reorganizar el mapa político del Viejo Continente. Portugal participó en las negociaciones, pero ante las maquinaciones inglesas contrarias a los intereses de la casa de Braganza, el conde de Palmela, embajador portugués en el Congreso, y el poderoso príncipe de Talleyrand aconsejaron al regente que permaneciera en Brasil y, a fin de estrechar lazos entre la metrópoli y la colonia, le sugirieron la elevación del estatus de colonia a condición del reino unido a Portugal. El representante inglés también estaba de acuerdo con la idea, lo que supuso la efectiva creación del Reino Unido de Portugal, Brasil y Algarbes el 16 de diciembre de 1815, institución jurídica rápidamente reconocida por otras naciones.

## Subida al trono y otros problemas políticos

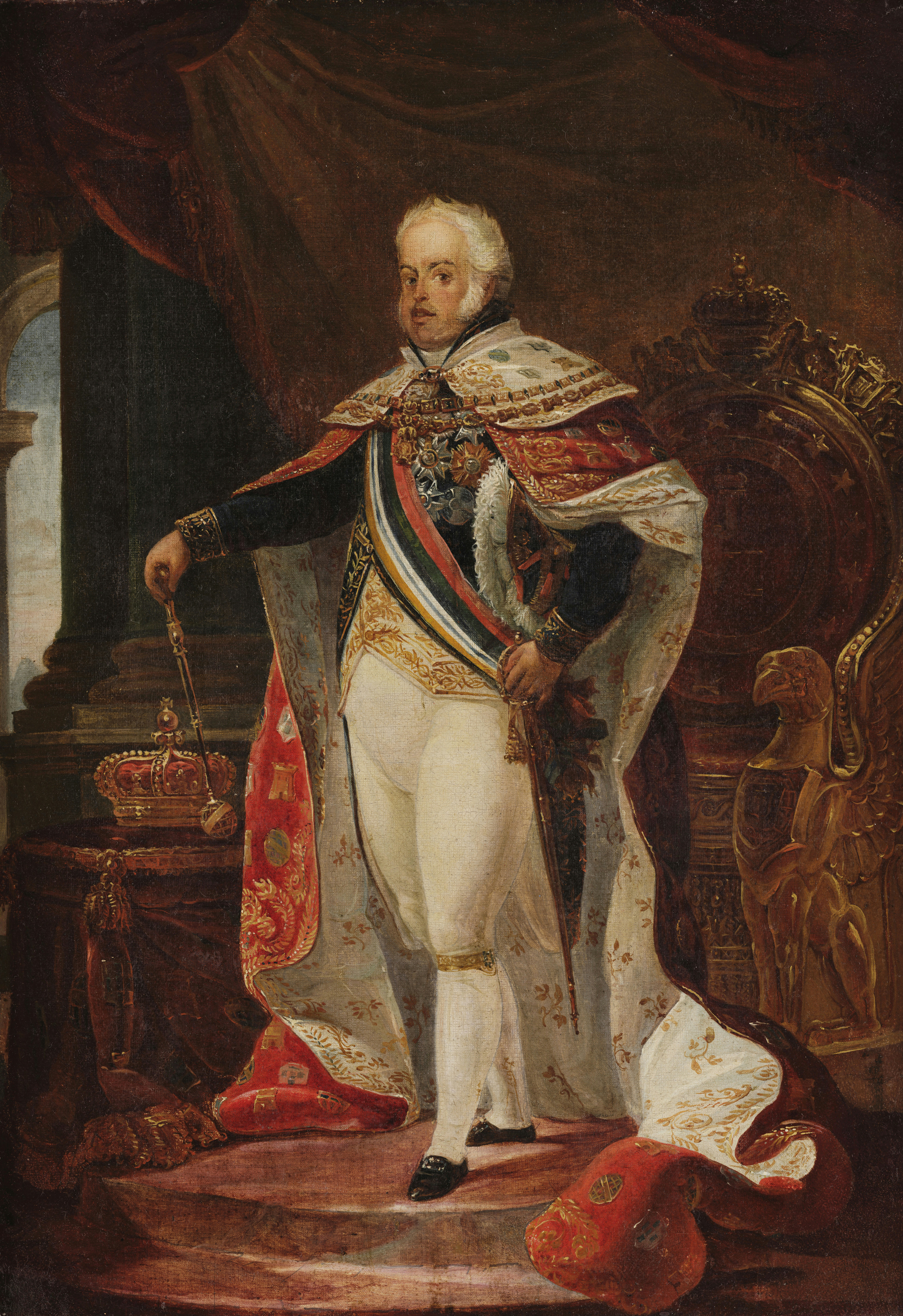
Juan VI con la ropa de su aclamación, pintura de Jean-Baptiste Debret.

El 20 de marzo de 1816 falleció la reina María I y se abrió camino para que el regente asumiera el trono. Sin embargo, aunque empezó a gobernar como rey ese mismo día, su coronación no se realizó de inmediato y tuvo que esperar hasta el 6 de febrero de 1818, cuando se llevó a cabo con grandes fiestas. Entremedias, diversos asuntos políticos ocuparon un primer plano. Carlota Joaquina seguía conspirando contra los intereses portugueses en favor a su natal España. Realmente, eso había empezado ya en Portugal, pero tras llegar a Brasil estableció contactos tanto con españoles como con nacionalistas de la región de La Plata para conseguir crear un reino para sí misma bien como regente de España, bien como reina de un nuevo reino creado en las colonias españolas del sur de América, o incluso tras la abdicación de Juan. Todo esto hacía imposible la convivencia con su marido, a pesar de la paciencia de este y solo aparecían juntos en público para guardar las apariencias. Aunque Carlota conseguía atraer muchas simpatías, todos sus planes fracasaron. A pesar de todo, consiguió que su marido se involucrara más directamente en la política colonia española, lo que acabó con la toma de Montevideo en 1817 y la anexión de la Provincia Cisplatina en 1821.
En esta misma época, surgió el problema de casar a Pedro, el príncipe heredero. Considerado Brasil un país demasiado distante, atrasado y poco seguro, encontrar buenas candidatas no fue tarea fácil. Tras un año buscando, el embajador, el marqués de Marialva, consiguió una alianza con una de las poderosas casas reinantes de toda Europa, los Habsburgo, emperadores de Austria, tras haber seducido a la corte austriaca con algunas mentiras, una fastuosa exhibición de pompa y la distribución de lingotes de oro y diamantes entre la nobleza. Pedro de Braganza se casó, así, con María Leopoldina de Austria, hija de Francisco I de Austria, en 1817. El emperador y su ministro Metternich consideraron la alianza «un pacto ventajosísimo entre Europa y el Nuevo Mundo», que podía fortalecer el régimen monárquico en ambos hemisferios y crear para Austria una nueva forma de influencia.
Además, la situación política en Portugal no era nada tranquila; sin gobierno y devastado por la Guerra Peninsular, que causó una gran hambruna y un enorme éxodo poblacional y con el alejamiento definitivo de la amenaza francesa, la metrópoli se había convertido en una especie de protectorado británico, regido por el mariscal William Carr Beresford, que gobernó con mano de hierro. Desde la llegada al trono de Juan VI, los portugueses empezaron a presionar para que volvieran. Se iniciaron las rebeliones de orientación liberal y surgieron sociedades secretas que querían convocar a las cortes, hecho que no se producía desde 1698. En Brasil hubo una agitación similar. En 1817 estalló en Recife la Revolución Pernambucana, movimiento republicano que instaló un gobierno provisional en Pernambuco y se extendió por otros estados, aunque fue duramente reprimido. El 24 de agosto de 1820, un levantamiento militar en Oporto instaló una junta de gobierno, con repercusiones en Lisboa. Las Cortes Generales Extraordinarias y Constituyentes se reunieron, formando gobierno y convocando elecciones a diputado sin consultar a Juan VI. El movimiento se extendió a Madeira, las Azores y alcanzó la capitanía del Gran Pará y Bahía, en Brasil, y causó una sublevación militar en el propio Río de Janeiro.
El 30 de enero de 1821, las Cortes se reunieron en Lisboa y decretaron la formación de un Consejo de Regencia para ejercer el poder en nombre de Juan VI, liberaron a muchos presos políticos y exigieron el regreso inmediato del rey. El 20 de abril, el monarca convocó en Río una reunión para escoger a los diputados a la Corte Constituyente, pero el día siguiente hubo protestas en la plaza pública que fueron reprimidas con violencia. En Brasil, la opinión general era que el regreso del rey significaba el fin de la autonomía conquistada y que volverían a ser una colonia. Presionado, Juan VI intentó encontrar una salida para ganar tiempo: envió a Lisboa a su hijo, Pedro de Braganza, el príncipe heredero, para que otorgara una Constitución y estableciera las bases de un nuevo gobierno. El príncipe, sin embargo, al estar de acuerdo con las ideas libertadoras, se negó. La crisis había ido demasiado lejos y ya no había posibilidad de volver atrás. El rey solo pudo nombrar a su hijo Pedro regente en su nombre y salió a Lisboa el 25 de abril, tras haber estado trece años en Brasil.

### Regreso a Portugal

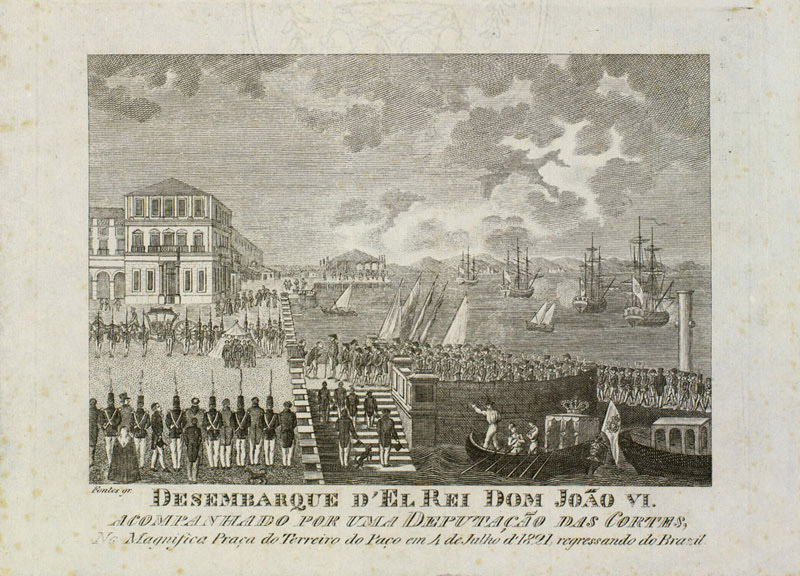
Llegada de Juan VI a Lisboa.

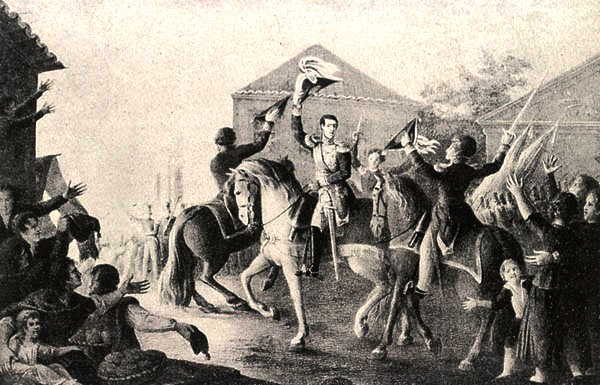
Miguel I al frente de la Vilafrancada.

Los barcos con el rey y su comitiva entraron en el puerto de Lisboa el 3 de julio. Cuando llegó, se había instaurado ya de facto un nuevo ambiente político. Elaborada la Constitución, el rey se vio obligado a jurarla el 1 de octubre, perdiendo diversas prerrogativas. Carlota Joaquina se negó a imitar al marido, por lo que sus derechos políticos le fueron anulados y se le despojó del título de reina. En aquel momento, el rey también había perdido Brasil. Su hijo, que optó por quedarse en el país, acaudilló una revuelta proclamando la Independencia de Brasil el 7 de septiembre y asumió el título de emperador. Dice la tradición que antes de empezar su viaje a Portugal, Juan VI habría anticipado los acontecimientos futuros, ya que le dijo al heredero: «Pedro, Brasil pronto se separará de Portugal. Si eso pasa, colócate la corona antes de que un aventurero la coja». Según las memorias del conde de Palmela, la independencia brasileña fue realizada de común acuerdo entre el rey y el príncipe. De todas maneras, la correspondencia posterior entre los dos registra la preocupación del príncipe porque eso molestara al padre. El reconocimiento oficial de la independencia, sin embargo, se demoró más tiempo.
La constitución liberal que el rey juró apenas estuvo en vigor algunos meses. El liberalismo no agradaba a todos y empezó a crear un movimiento absolutista. Los tres hijos del rey que residían en Europa (Miguel, María Isabel y Francisca, esposa del infante español don Carlos) favorecían también el modelo absolutista. El 23 de febrero de 1823, en Trás-os-Montes, el conde de Amarante proclamó la monarquía absoluta, la cual no empezó en ese momento, pero siguieron nuevas agitaciones. El 27 de mayo, el infante Miguel, instigado por su madre Carlota Joaquina, emprendió otra revuelta, conocida como la Vilafrancada e intentó restaurar el absolutismo. Cambiando de juego, el rey apoyó a su hijo para evitar su propia abdicación, deseada por los partidarios de la reina, y apareció en público el día de su cumpleaños al lado de su hijo, que vestía uniforme de la Guarda Nacional, un cuerpo militar que, aunque estuviera desorganizado, tendía hacia el liberalismo, por lo que recibió los aplausos de la milicia. Después, el monarca se dirigió personalmente a Vila Franca de Xira para administrar mejor la crisis, y su vuelta a Lisboa fue un verdadero triunfo. El clima político era indeciso y por eso los más firmes defensores del liberalismo tuvieron reparos en comprometerse demasiado. Las Cortes, antes de que fueran disueltas, protestaron contra cualquier cambio que se realizara en el texto constitucional, recientemente aprobado, pero finalmente se restauró el régimen absolutista, se restablecieron los derechos de la reina y el rey fue aclamado por segunda vez el 5 de junio de 1823. Juan VI, además, reprimió manifestaciones en su contra, deportó a algunos liberales, arrestó a otros, ordenó la recomposición de las magistraturas e instituciones más de acuerdo con la nueva organización y creó una comisión para elaborar estudios para una nueva carta.
La alianza del rey con su hijo Miguel no fue fructífera, ya que, siempre influido por la madre, el infante levantó la guarnición militar de Lisboa el 29 de abril de 1824 y colocó al padre bajo custodia en el palacio de Bemposta, hecho que se denominó «Abrilada», con el pretexto de destruir a los masones y defender al rey de las amenazas de muerte que estos supuestamente le habrían hecho. En esta ocasión, se detuvieron a diversos enemigos políticos. El infante intentaba forzar la abdicación del padre. Alertado de la situación, el cuerpo diplomático entró en el palacio y, delante de tantas autoridades, los custodios del rey no opusieron resistencia. El 9 de mayo, por consejo de embajadores amigos, Juan VI simuló un paseo a Caixas, pero fue a buscar refugio en la armada británica, que se encontraba en el puerto. A bordo del Windsor Castle llamó a su hijo, le regañó, lo destituyó del mando del ejército y le ordenó que liberara a los presos que hubiera hecho. Miguel se exilió. Vencida la rebelión, el pueblo salió a la calle para celebrar la permanencia del gobierno legítimo. A esa celebración se unieron tanto absolutistas como liberales. El 14, el rey volvió a Bemposta y mostró generosidad para con los otros rebeldes. Sin embargo, la reina no cesó de conspirar. La policía descubrió que otra rebelión iba a estallar el 26 de octubre. Ante eso, Juan VI se mostró enérgico y mandó a su esposa a prisión domiciliaria en Queluz.

### Últimos años y supuesto asesinato

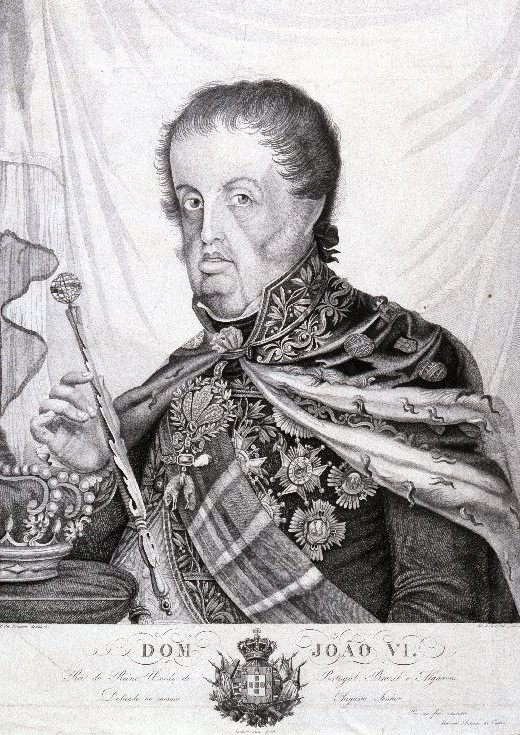
El rey en un grabado de 1825 de Manuel Antônio de Castro.

Al fin de su reinado, Juan VI ordenó la creación de un puerto franco en Lisboa, pero la medida no se llevó a cabo. Mandó, asimismo, continuar las investigaciones para averiguar la muerte del marqués de Loulé, su antiguo amigo, pero nunca se encontró nada. El 5 de junio de 1824, amnistió a los involucrados en la revolución de Oporto, excepto a nueve oficiales que fueron desterrados y el mismo día hizo entrar en vigor la antigua constitución del reino y convocar de nuevo a las cortes para elaborar un nuevo texto. El cambio constitucional se enfrentó a diversos obstáculos, principalmente de España y de partidarios de la reina.
Sin embargo, los mayores problemas a los que tuvo que hacer frente fueron los relacionados con la independencia de Brasil, hasta entonces la mayor fuente de riqueza de Portugal, y cuya pérdida causó un gran impacto en la economía portuguesa. Se pensó incluso en una expedición de reconquista de la antigua colonia, pero la idea cayó en saco roto. Las negociaciones, tanto en Europa como en Río, con la mediación y la presión de Inglaterra, fueron difíciles y acabaron con el definitivo reconocimiento de la independencia el 29 de agosto de 1825. Al mismo tiempo, el rey liberó a todos los brasileños presos y autorizó el comercio entre ambas naciones. En cuanto a su hijo Pedro, se acordó que gobernaría de forma soberana con el título de emperador regente, manteniendo Juan VI para sí el título de emperador titular de Brasil, por lo que pasó a firmar los documentos oficiales como «Su majestad, el emperador y rey Juan VI». Brasil, además, seguía estando obligado al pago del último préstamo realizado por Portugal. Sobre la sucesión de las coronas, nada quedó dicho en el tratado, pero Pedro, que siguió con el título de príncipe real de Portugal y los Algarves, permanecía de forma implícita en la línea de sucesión al trono portugués.
El 4 de marzo de 1826, Juan VI volvió del monasterio de los Jerónimos donde había almorzado y empezó a sentirse mal. Empezó a tener vómitos, convulsiones y desmayos, que duraron unos días. Pareció mejorar después pero, por prudencia, nombró a su hija, la infanta Isabel, como regente. La noche del día 9, las molestias se agravaron y cerca de las 5:00 del día 10, falleció. Los médicos no pudieron determinar exactamente la causa de la muerte, pero se sospechaba que era envenenamiento. Su cuerpo fue embalsamado y sepultado en el mausoleo de los reyes de Portugal, el panteón de los Braganza, en la iglesia de San Vicente de Fora. La infanta asumió el gobierno interino y su hermano Pedro fue reconocido como legítimo heredero, como Pedro IV de Portugal. Los británicos desembarcaron tropas para asegurar la sucesión, que Pedro delegó en su hija de siete años María de la Gloria el 2 de mayo, ante la amenaza de los absolutistas partidarios de Miguel. En el año 2000, un equipo de investigadores, compuesto por dos arqueólogos de la Asociación Portuguesa de Arqueólogos y un médico especialista en medicina legal, exhumó el cuenco de cerámica china que contenía sus vísceras. Fragmentos de su corazón fueron rehidratados y sometidos a análisis, que detectaron cantidades de arsénico suficientes para matar a dos personas, confirmando las sospechas de que el rey fue asesinado.

## Vida privada

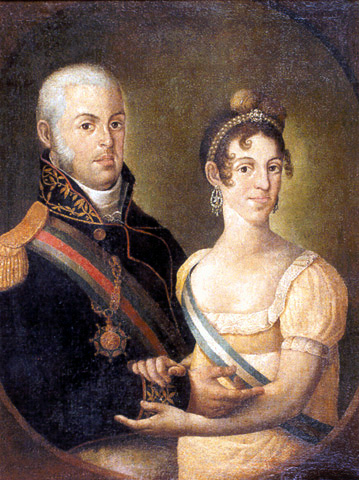
Manuel Dias de Oliveira: Retrato de Juan y Carlota, una imagen oficial que disimula la perenne discordia entre la pareja.

En su juventud fue una persona retraída, fuertemente influida por el clero, que vivía rodeado de curas y acudía diariamente a misas. Sin embargo, Manuel de Oliveira Lima afirmó que todo esto en vez de ser una expresión de religiosidad personal, era un mero reflejo de la cultura portuguesa de entonces.

El rey entendía que la Iglesia, con su cuerpo de tradiciones y su disciplina moral, solo le podía ser útil para el buen gobierno a su modo, paternal y exclusivo, hacia poblaciones cuyo dominio heredara con el cetro. Por eso, fue repetidamente huésped de frailes y mecenas de compositores sacros, sin que esas manifestaciones epicureísta o artísticas comprometiesen su libre pensamiento o desnaturalizasen su tolerancia escéptica... Le agradaba el comedor más que el capítulo de los monasterio, porque en este se trataba de disciplina y en el otro se trataba de gastronomía y para la disciplina, le bastaba la pragmática. En la capilla real gozaba con los sentidos más de lo que rezaba con lo espitual: los andantes sustituían las meditaciones.

Apreciaba mucho la música sacra y era un gran lector de obras sobre arte, pero odiaba las actividades físicas. Se creía que sufría periódicas crisis de depresión. Su matrimonio no fue feliz y circularon rumores de que una vez, con 25 años, se había enamorado de Eugênia José de Menezes, dama de compañía de su esposa. Cuando esta se quedó embarazada, las sospechas cayeron sobre Juan. El caso fue escondido y ella fue enviada a España para que diera a luz. Nació una niña, cuya nombre se desconoce. La madre vivió encerrada en monasterios y fue mantenida por el rey durante toda la vida. Los historiadores Tobias Monteiro y Patrick Wilcken apuntan indicios de que Juan habría tenido una relación homosexual, no por amor, sino por necesidad pues su matrimonio pronto fracasó y vivió apartado de su esposa y solo se reunía con ella en actos protocolarios. Su compañero habría sido su sirviente favorito, Francisco José Rufino de Sousa Lobato, cuya tarea era masturbar al rey con cierta frecuencia. Aunque esto pudiera ser el fruto de simples habladurías, un cura, llamado Miguel, los habría sorprendido in fraganti y por eso fue deportado a Angola, no sin dejar antes testimonio por escrito. De cualquier modo, el criado acabó recibiendo diversos honores, acumulando los cargos de consejero del rey, secretario de la Casa del Infantado, secretario de la Mesa de Conciencia y Orden y gobernador de la fortaleza de Santa Cruz y, asimismo, recibió el título de barón y posteriormente el de vizconde de Vila Nova da Rainha.
En Río los hábitos del rey, al estar instalado en un ambiente más humilde, eran sencillos. En vez del relativo aislamiento que tuvo en Portugal, pasó a mostrarse más dinámico e interesado en la naturaleza. Se movía con frecuencia entre el palacio de São Cristóvão y el ayuntamiento, pasaba largas temporadas en la isla de Paquetá, en la isla del Gobernador, en Praia Grande, la antigua Niterói y en la hacienda imperial de Santa Cruz. Practicaba la caza y pasaba muchas horas en lugares apacibles, reposando en barracas o debajo de algún árbol. Le gustaba Brasil, a pesar de los mosquitos y otras plagas y el calor abrasante de los trópicos, que la mayoría de los portugueses y otros extranjeros detestaban. Tampoco le gustaban los cambios en su rutina. En lo que respecta al vestuario, usaba la misma casaca hasta que se rompiera y obligaba a los sirvientes a coserla llevándola puesta mientras dormía. Sufría ataques de pánico cuando oía truenos y se encerraba en sus aposentos con las ventanas cerradas y sin recibir a nadie.

## Matrimonio y descendencia
Se casó el 8 de mayo de 1785 con la infanta Carlota Joaquina de Borbón, el matrimonio tuvo nueve hijos:
- María Teresa (29 de abril de 1793-17 de enero de 1874). Se casó con el infante Pedro Carlos de Borbón y después con su cuñado, Carlos María Isidro de Borbón. Tuvo un hijo en su primer matrimonio.
- Francisco Antonio (21 de marzo de 1795-11 de junio de 1801). Murió en la infancia.
- María Isabel (19 de mayo de 1797-26 de diciembre de 1818). Se casó con el rey Fernando VII de España. Tuvo dos hijas, una murió en la infancia y la otra nació muerta.
- Pedro I de Brasil y IV de Portugal (12 de octubre de 1798-24 de septiembre de 1834). Se casó en primeras nupcias con la archiduquesa María Leopoldina de Austria y después con Amelia de Beauharnais. Con descendencia de ambos matrimonios.
- María Francisca (22 de abril de 1800-11 de septiembre de 1834). Se casó con Carlos María Isidro de Borbón, Jefe de la Casa Real Española (Carlista). Tuvo descendencia.
- Isabel María (4 de julio de 1801-22 de abril de 1876). Soltera y sin descendencia.
- Miguel I de Portugal (26 de octubre de 1802-14 de noviembre de 1866). Se casó con la princesa Adelaida de Löwenstein-Wertheim-Rosenberg. Con descendencia.
- María de la Asunción (25 de junio de 1805-7 de enero de 1834). Soltera y sin descendencia.
- Ana de Jesús María (23 de octubre de 1806-22 de junio de 1857). Se casó con Nuno José Severo de Mendoza Rolim de Moura Barreto, I duque de Loulé. Con descendencia.

## Legado

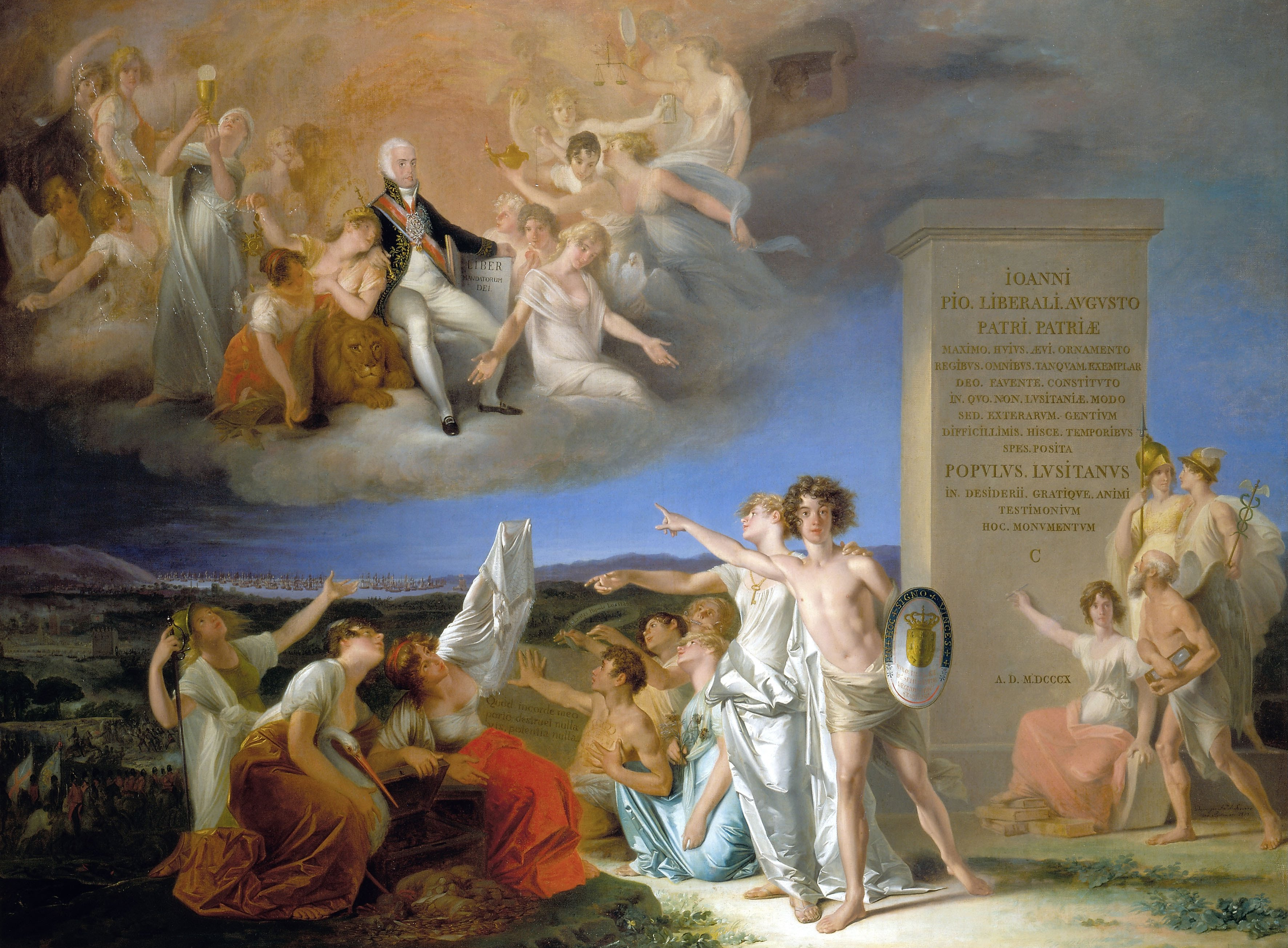
Alegoría de las virtudes de Juan VI, pintura de Domingos Sequeira.

Con el paso de sus trece años de permanencia en Brasil, Juan VI ordenó la creación de una serie de instituciones, proyectos y servicios que beneficiaron al país en el ámbito económico, administrativo, jurídico, científico, cultural, artístico y otros más, aunque no todos tuvieron el éxito previsto y algunos fueron muy disfuncionales o innecesarios, como observó mordazmente Hipólito da Costa. Entre otros, fue responsable de la creación de la Impressão Régia, el jardín botánico el arsenal de marina, la fábrica de pólvora, el cuerpo de bomberos, la marina mercante, la casa dos Expostos. También creó diversas escuelas en Río, Pernambuco, Bahía y otros lugares, de teología, dogmática y moral; cálculo integral, mecánica, hidrodinámica, química, aritmética, geometría; francés e inglés; botánica y agricultura y varias más. Fomentó la fundación de diversas sociedades y academias para estudios científicos, literarios y artísticos, como la Junta Vacínica, la Real Sociedad Bahiana de los Hombres de Letras, el Instituto Académico de las Ciencias y las Bellas Artes, la Academia Fluminense de las Ciertas y las Artes, la Escuela Anatómica, Quirúrgica y Médica de Río de Janeiro, la Real Academia de Artillería, Fortificación y Diseño, la Academia de Guardias Marinos, la Academia Militar, la Biblioteca Real, el Museo Real (destruido en un incendio en 2018), el Teatro Real de São João, además de reclutar a solistas de canto de fama internacional y patrocinar los músicos de la capilla real, entre los que se incluía al padre José Maurício Nunes García, el mayor compositor brasileño de su tiempo. Apoyó, asimismo, la venida de la Misión Artística Francesa, que supuso la creación de la Escuela Real de Ciencias, Artes y Oficios, antecesora de la Academia Imperial de Bellas Artes, de fundamental importancia para la renovación de la enseñanza y producción de arte en Brasil.
En economía, Juan VI realizó cambios de largo alcance, empezando con la apertura de los puertos y la abolición del monopolio comercial de los portugueses, siendo Inglaterra la gran beneficiada. Si por un lado, los comerciantes instalados en Brasil tuvieron que enfrentarse a la poderosa competencia extranjera, por otro, se fomentó la creación de nuevas manufacturas y otras actividades económicas que antes estaban prohibidas, eran escasas o incluso inexistentes en Brasil. Además, se fueron instalando diversos órganos administrativos de alto grado, como los ministerios de Guerra y Exteriores y el de Marina y Ultramar; los Consejos de Estado y de Hacienda, el Consejo Supremo Militar, el Archivo Militar, las Mesas de Despachos de Palacio y de Conciencia y Orden; la «Casa de Suplicación» (especie de Tribunal Supremo), la División Militar de la Guardia Real de Policía, el Banco de Brasil, la Real Junta de Comercio, Agricultura, Fábricas y Navegación y la Administración General de Correos, y colocó a brasileños en los cuadros administrativos y funcionales, lo que contribuyó a disminuir las tensiones entre nativos y portugueses. También fomentó la producción agrícola, especialmente el algodón, el arroz y la caña de azúcar; abrió carreteras y mejoró la navegación fluvial, lo que dinamizó la circulación de personas, bienes y productos entre las regiones.

### Controversias
Según Pedreira y Costa, pocos son los monarcas portugueses que ocupan en el imaginario popular un lugar tan destacado como Juan VI, un imaginario que lo describe de diversas maneras, «aunque raramente por cosas buenas... no son extraños los comentarios a su vida conyugal y familiar ni las referencias a su personalidad y a sus costumbres personales, lo que invita a la caricatura fácil y a la circulación de una tradición poco lisonjera, cuando no jocosa». Son populares las descripciones del rey como apático, tonto y embustero, subyugado por una esposa perversa, un comilón asqueroso que siempre tenía pollo asado en los bolsillos de la casaca para comérselos en cualquier momento con los manos llenas de grasa, una visión perfectamente tipificada en la película Carlota Joaquina, princesa do Brasil, una parodia mezclada de aguda crítica social. La obra tuvo una enorme repercusión pero según la crítica de Ronaldo Vainfas, «es una historia repleta de errores de todo tipo, desvirtuaciones, imprecisiones, invenciones...»; para el historiador Luiz Carlos Villalta, «constituye un gran ataque al conocimiento histórico» y, «al contrario de que lo que anunció la cineasta Carla Camurati, que pretendió "producir una narrativa cinematográfica que constituyera una especie de novela histórica con función pedagógica y, de esta manera, ofreciera al espectador un conocimiento del pasado y lo ayudase, como pueblo, a pensar sobre el presente..." no ofrece conocimiento histórico nuevo al espectador, ni se puede considerar que conciba la historia como una novela. Así, se conduce al espectador más a la bufonada que a una reflexión crítica sobre la historia de Brasil.

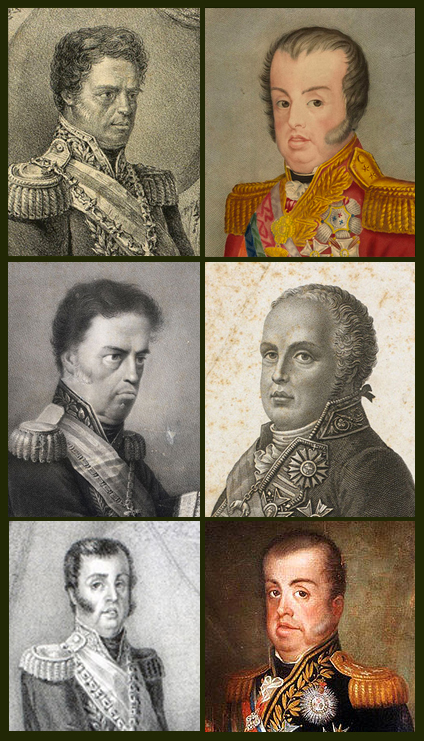
Juan VI retratado por varios artistas, mostrando la diversidad de sus representaciones.

Incluso su iconografía lo representa de muy diversas formas. A veces era un obeso, desproporcionado y con apariencia dejada y a veces era un personaje dignificado y elegante. Afirma la investigadora Ismênia de Lima Martins:

Si existe acuerdo de todos los autores, que se basaron en las declaraciones de quienes lo conocieron de cerca, sobre su bondad y su afabilidad, todo lo demás es controversia. Mientras unos apuntan a su visión de estadista, otros lo consideran como un completo cobarde y sin preparación para gobernar. De cualquier forma, Juan VI marcó de forma indeleble la historia luso-brasileña, hecho que repercute hasta nuestros días, a través de una historiografía que insiste en juzgar al rey, despreciando las transformaciones continuas que la disciplina experimentó a lo largo del s.XX

En su gobierno, siempre dependió de ayudantes fuertes como el conde de Linhares, el conde de Barca o Tomás Antônio de Vila Nova Portugal, que pueden ser considerados las cabezas pensantes de las más importantes medidas que el rey tomó. Pero según John Luccock, un observador del periodo juanino, «el príncipe regente ha sido en diversas ocasiones acusado de apatía. A mí me parece que posee la mayor sensibilidad y energía de carácter que, por lo general, tanto amigos como adversarios suelen atribuirle. Se encontraba bien ante circunstancias nuevas y propias para ponerlo a prueba, trabajando con paciencia y, si lo incitaban, actuaba con vigor y presteza». Ennobleció también el carácter del rey, reafirmando su bondad y su atención. Oliveira Lima, con su clásico Dom Juan VI no Brasil (1908), fue uno de los mayores responsables del inicio de su rehabilitación a gran escala. Investigó numerosos documentos de la época sin encontrar descripciones brasileñas desfavorables al rey, ni de embajadores ni de otros diplomáticos acreditados en la corte. Al contrario, encontró mucho relatos que lo retrataban de forma positiva, como los testimonios del cónsul británico Henderson y el ministro estadounidense Sumter que «preferían dirigirse directamente al monarca, siempre dispuesto a hacer justicia, a entenderse con sus ministros (...) ya que lo consideraban más adelantando que sus cortesanos». Documentos diplomáticos también dan prueba de su amplia visión política, ansiando para Brasil una importancia en las Américas similar a la de los Estados Unidos, adoptando un discurso semejante al destino manifiesto estadounidense. Hacía valer su autoridad sin violencia, con una manera persuasiva y afable. Sus maniobras en los asuntos internacionales, aunque no hayan tenido éxito en repetidas ocasiones y hubiera cedido a alguna ambición imperialista, en otras muchas se reveló clarividente y armonizadora y no es necesario repetir las acciones, antes descritas, que llevó a cabo para mejorar las condiciones de vida de la colonia brasileña.
Sin embargo, el general francés Junot lo describió como un «hombre débil, que sospecha de todo y de todos, celoso de su autoridad pero incapaz de hacerse respetar. Dominado por los curas y que solo consigue actuar cuando siente miedo» y varios historiadores brasileños como Pandiá Calógeras, Tobias Monteiro y Luiz Norton dan una visión más sombría. Entre los portugueses como Joaquim Pedro de Oliveira Martins y Raul Brandão fue invariablemente retratado como una figura burlesca hasta el resurgimiento conservador de 1926, cuando aparecieron nuevos nombres para defenderlo como Fortunato de Almeida, Alfredo Pimenta o Valentim Alexandre. También es verdad que hizo muchos enemigos, que elevó los impuestos y agravó la deuda pública, que multiplicó los títulos y los privilegios hereditarios, que no supo apaciguar las discordias internas ni eliminar la corrupción arraigada en los escalafones administrativos y que dejó a Brasil al borde de la quiebra cuando vació el tesoro para volver a Portugal.
Sea como fuere el carácter del rey, y sus errores y aciertos, es incontestable la importancia de su reinado en lo que respecta al inicio del desarrollo y de la propia unidad de la nación brasileña. Gilberto Freyre afirmó que «Juan VI fue una de las personalidades que más influyeron en la formación nacional (...) fue un mediador ideal (...) entre la tradición —que encarnaba— y la innovación —que acogió y promovió— aquel periodo fue decisivo para el futuro brasileño. Como dijo Laurentino Gomes, «ningún otro periodo de la historia brasileña fue testigo de cambios tan profundos y acelerados como los trece años en que la corte portuguesa vivió en Río de Janeiro». Estudiosos como Oliveira Lima, Maria Odila da Silva Dias, Roderick Barman y el mismo Laurentino creen que si no se hubiesen desplazado a América e instalado un gobierno fuerte y centralizado, el gran territorio de Brasil, con importantes diferencias regionales, se hubiera fragmentado en diversas naciones distintas como ocurrió con la vasta colonia española. Esta opinión ya había sido pronunciada por el almirante británico Sidney Smith, comandante de la escuadra que escoltó los barcos portugueses en fuga hacia Brasil.
Las biografías más recientes intentan distinguir entre leyenda y realidad, intentando eliminar la imagen de ridículo que se formó sobre él y que además no tiene mucha documentación histórica auténtica que lo corrobore. Lúcia Bastos advierte de que actitudes que hoy podríamos criticar deben ser analizadas con cuidado en su contexto histórico, como la cuestión de la corrupción, recordando que, aunque hubiera gastos enormes y claros abusos, en la época no había una separación nítida entre lo público y lo privado y en la lógica del Antiguo Régimen «el rey es el dueño del Estado». En palabras de Leandro Loyola, «con las nuevas investigaciones ha surgido un gobernante con sus limitaciones, pero que se enfrentó a una coyuntura totalmente adversa y sobrevivió a ella, a pesar de gobernar un país pequeño, empobrecido y decadente como el Portugal de principios del siglo XIX». Significativamente, Napoleón, su enemigo más poderoso, antes de fallecer en Santa Elena, dijo de él: «Fue el único que me engañó». El marqués de Caravelas, dando un discurso en el Senado por la muerte del rey, lo loo diciendo «Todos los que estamos aquí tenemos muchas razones para acordarnos de la memoria de Juan VI, todos le debemos gratitud por los beneficios que nos trajo: elevó a Brasil a la categoría de reino, se preocupó por todos y por su bien y nos trató siempre con mucho cariño y todos los brasileños se lo agradecen».

## Títulos y tratamientos
| ● 13 de mayo de 1767-11 de septiembre de 1788:    | Su alteza el infante don Juan                                      |
| ● 11 de septiembre de 1788-10 de febrero de 1792: | Su alteza real el príncipe de Brasil, duque de Braganza, etc.      |
| ● 10 de febrero de 1792-14 de julio de 1799:      | Su alteza real el príncipe regente en nombre de la reina           |
| ● 14 de julio de 1799-20 de marzo de 1816:        | Su alteza real el príncipe regente                                 |
| ● 20 de marzo de 1816-7 de septiembre de 1822:    | Su majestad fidelísima el rey de Portugal, Brasil y el Algarbe (1) |
| ● - En portugal:                                  |                                                                    |
| ● 7 de septiembre de 1822-10 de marzo de 1826:    | Su majestad imperial y fidelísima el rey de Portugal y el Algarbe  |
| ● - En Brasil:                                    |                                                                    |
| ● 29 de agosto de 1825-10 de marzo de 1826:       | el emperador titular de Brasil el rey                              |

1. Título oficial: Por la gracia de dios, Juan VI, rey del Reino Unido de Portugal, Brasil y el Algarbe, de las costas de África y más allá, señor de Guinea y de la Conquista, Navegación y Comercio en Etiopía, Arabia, Persia e India, etc.

## Ancestros
| \| \| \| \| \| \| \| \| \| \| \| \| \| \| \| \| \| \| \| \| 16. Juan IV de Portugal \| \| \| \| \| \| \| \| \| \| \| \| \| \| \| \| \| \| \| \| \| \| \| \| \| \| \| \| \| \| \| \| \| \| \| \| \| \| \| \| \| \| \| \| \| \| \| \| \| \| \| \| \| \| 8. Pedro II, rey de Portugal (= 24) \| \| \| \| \| \| \| \| \| \| \| \| \| \| \| \| \| \| \| \| \| \| \| \| \| \| \| \| \| \| \| \| \| \| \| \| \| \| \| \| \| \| \| \| \| \| \| \| \| \| \| \| \| \| 17. Luisa Francisca de Guzmán y Sandoval \| \| \| \| \| \| \| \| \| \| \| \| \| \| \| \| \| \| \| \| \| \| \| \| \| \| \| \| \| \| \| \| \| \| \| \| \| \| \| \| \| \| \| \| \| \| \| \| \| \| \| \| \| \| 4. Juan V, rey de Portugal (= 12) \| \| \| \| \| \| \| \| \| \| \| \| \| \| \| \| \| \| \| \| \| \| \| \| \| \| \| \| \| \| \| \| \| \| \| \| \| \| \| \| \| \| \| \| \| \| \| \| \| \| \| \| \| \| 18. Felipe Guillermo, conde palatino y elector de Palatinado-Neoburgo (= 22) \| \| \| \| \| \| \| \| \| \| \| \| \| \| \| \| \| \| \| \| \| \| \| \| \| \| \| \| \| \| \| \| \| \| \| \| \| \| \| \| \| \| \| \| \| \| \| \| \| \| \| \| \| \| 9. Condesa palatina María Sofía de Palatinado-Neoburgo (= 25) \| \| \| \| \| \| \| \| \| \| \| \| \| \| \| \| \| \| \| \| \| \| \| \| \| \| \| \| \| \| \| \| \| \| \| \| \| \| \| \| \| \| \| \| \| \| \| \| \| \| \| \| \| \| 19. Landgravina Isabel Amalia de Hesse-Darmstadt (= 23) \| \| \| \| \| \| \| \| \| \| \| \| \| \| \| \| \| \| \| \| \| \| \| \| \| \| \| \| \| \| \| \| \| \| \| \| \| \| \| \| \| \| \| \| \| \| \| \| \| \| \| \| \| \| 2. Infante Pedro de Portugal \| \| \| \| \| \| \| \| \| \| \| \| \| \| \| \| \| \| \| \| \| \| \| \| \| \| \| \| \| \| \| \| \| \| \| \| \| \| \| \| \| \| \| \| \| \| \| \| \| \| \| \| \| \| 20. Fernando III del Sacro Imperio Romano Germánico \| \| \| \| \| \| \| \| \| \| \| \| \| \| \| \| \| \| \| \| \| \| \| \| \| \| \| \| \| \| \| \| \| \| \| \| \| \| \| \| \| \| \| \| \| \| \| \| \| \| \| \| \| \| 10. Leopoldo I, emperador del Sacro Imperio Romano Germánico (= 26) \| \| \| \| \| \| \| \| \| \| \| \| \| \| \| \| \| \| \| \| \| \| \| \| \| \| \| \| \| \| \| \| \| \| \| \| \| \| \| \| \| \| \| \| \| \| \| \| \| \| \| \| \| \| 21. Infanta María Ana de España \| \| \| \| \| \| \| \| \| \| \| \| \| \| \| \| \| \| \| \| \| \| \| \| \| \| \| \| \| \| \| \| \| \| \| \| \| \| \| \| \| \| \| \| \| \| \| \| \| \| \| \| \| \| 5. Archiduquesa María Ana de Austria (= 13) \| \| \| \| \| \| \| \| \| \| \| \| \| \| \| \| \| \| \| \| \| \| \| \| \| \| \| \| \| \| \| \| \| \| \| \| \| \| \| \| \| \| \| \| \| \| \| \| \| \| \| \| \| \| 22. Felipe Guillermo, conde palatino y elector de Palatinado-Neoburgo (=18) \| \| \| \| \| \| \| \| \| \| \| \| \| \| \| \| \| \| \| \| \| \| \| \| \| \| \| \| \| \| \| \| \| \| \| \| \| \| \| \| \| \| \| \| \| \| \| \| \| \| \| \| \| \| 11. Condesa palatina Leonor Magdalena de Palatinado-Neoburgo (= 27) \| \| \| \| \| \| \| \| \| \| \| \| \| \| \| \| \| \| \| \| \| \| \| \| \| \| \| \| \| \| \| \| \| \| \| \| \| \| \| \| \| \| \| \| \| \| \| \| \| \| \| \| \| \| 23. Landgravina Isabel Amalia de Hesse-Darmstadt (=19) \| \| \| \| \| \| \| \| \| \| \| \| \| \| \| \| \| \| \| \| \| \| \| \| \| \| \| \| \| \| \| \| \| \| \| \| \| \| \| \| \| \| \| \| \| \| \| \| \| \| \| \| \| \| 1. Juan VI de Portugal \| \| \| \| \| \| \| \| \| \| \| \| \| \| \| \| \| \| \| \| \| \| \| \| \| \| \| \| \| \| \| \| \| \| \| \| \| \| \| \| \| \| \| \| \| \| \| \| \| \| \| \| \| \| 24. Pedro II, rey de Portugal (=8) \| \| \| \| \| \| \| \| \| \| \| \| \| \| \| \| \| \| \| \| \| \| \| \| \| \| \| \| \| \| \| \| \| \| \| \| \| \| \| \| \| \| \| \| \| \| \| \| \| \| \| \| \| \| 12. Juan V, rey de Portugal (= 4) \| \| \| \| \| \| \| \| \| \| \| \| \| \| \| \| \| \| \| \| \| \| \| \| \| \| \| \| \| \| \| \| \| \| \| \| \| \| \| \| \| \| \| \| \| \| \| \| \| \| \| \| \| \| 25. Condesa palatina María Sofía de Palatinado-Neoburgo (=9) \| \| \| \| \| \| \| \| \| \| \| \| \| \| \| \| \| \| \| \| \| \| \| \| \| \| \| \| \| \| \| \| \| \| \| \| \| \| \| \| \| \| \| \| \| \| \| \| \| \| \| \| \| \| 6. José I, rey de Portugal \| \| \| \| \| \| \| \| \| \| \| \| \| \| \| \| \| \| \| \| \| \| \| \| \| \| \| \| \| \| \| \| \| \| \| \| \| \| \| \| \| \| \| \| \| \| \| \| \| \| \| \| \| \| 26. Leopoldo I, emperador del Sacro Imperio Romano Germánico (=10) \| \| \| \| \| \| \| \| \| \| \| \| \| \| \| \| \| \| \| \| \| \| \| \| \| \| \| \| \| \| \| \| \| \| \| \| \| \| \| \| \| \| \| \| \| \| \| \| \| \| \| \| \| \| 13. Archiduquesa María Ana de Austria (= 5) \| \| \| \| \| \| \| \| \| \| \| \| \| \| \| \| \| \| \| \| \| \| \| \| \| \| \| \| \| \| \| \| \| \| \| \| \| \| \| \| \| \| \| \| \| \| \| \| \| \| \| \| \| \| 27. Condesa palatina Leonor Magdalena de Palatinado-Neoburgo (=11) \| \| \| \| \| \| \| \| \| \| \| \| \| \| \| \| \| \| \| \| \| \| \| \| \| \| \| \| \| \| \| \| \| \| \| \| \| \| \| \| \| \| \| \| \| \| \| \| \| \| \| \| \| \| 3. María I, reina de Portugal \| \| \| \| \| \| \| \| \| \| \| \| \| \| \| \| \| \| \| \| \| \| \| \| \| \| \| \| \| \| \| \| \| \| \| \| \| \| \| \| \| \| \| \| \| \| \| \| \| \| \| \| \| \| 28. Luis, delfín de Francia \| \| \| \| \| \| \| \| \| \| \| \| \| \| \| \| \| \| \| \| \| \| \| \| \| \| \| \| \| \| \| \| \| \| \| \| \| \| \| \| \| \| \| \| \| \| \| \| \| \| \| \| \| \| 14. Felipe V, rey de España \| \| \| \| \| \| \| \| \| \| \| \| \| \| \| \| \| \| \| \| \| \| \| \| \| \| \| \| \| \| \| \| \| \| \| \| \| \| \| \| \| \| \| \| \| \| \| \| \| \| \| \| \| \| 29. Duquesa María Ana Victoria de Baviera \| \| \| \| \| \| \| \| \| \| \| \| \| \| \| \| \| \| \| \| \| \| \| \| \| \| \| \| \| \| \| \| \| \| \| \| \| \| \| \| \| \| \| \| \| \| \| \| \| \| \| \| \| \| 7. Infanta Mariana Victoria de España \| \| \| \| \| \| \| \| \| \| \| \| \| \| \| \| \| \| \| \| \| \| \| \| \| \| \| \| \| \| \| \| \| \| \| \| \| \| \| \| \| \| \| \| \| \| \| \| \| \| \| \| \| \| 30. Eduardo II, duque de Parma \| \| \| \| \| \| \| \| \| \| \| \| \| \| \| \| \| \| \| \| \| \| \| \| \| \| \| \| \| \| \| \| \| \| \| \| \| \| \| \| \| \| \| \| \| \| \| \| \| \| \| \| \| \| 15. Princesa Isabel de Parma \| \| \| \| \| \| \| \| \| \| \| \| \| \| \| \| \| \| \| \| \| \| \| \| \| \| \| \| \| \| \| \| \| \| \| \| \| \| \| \| \| \| \| \| \| \| \| \| \| \| \| \| \| \| 31. Condesa palatina Dorotea Sofía de Palatinado-Neoburgo \| \| \| \| \| \| \| \| \| \| \| \| \| \| \| \| \| \| \| \| \| \| \| \| \| \| \| \| \| \| \| \| \| \| \| \| \| \| \| \| \| \| \| \| \| \| \| \| \| \| \| \| |                                                                              |  |  |  |  |  |  |  |  |  |  |  |  |  |  |  |
| |                                                                              |  |  |  |  |  |  |  |  |  |  |  |  |  |  |  |
| | 16. Juan IV de Portugal                                                      |  |  |  |  |  |  |  |  |  |  |  |  |  |  |  |
| |                                                                              |  |  |  |  |  |  |  |  |  |  |  |  |  |  |  |
| |                                                                              |  |  |  |  |  |  |  |  |  |  |  |  |  |  |  |
| | 8. Pedro II, rey de Portugal (= 24)                                          |  |  |  |  |  |  |  |  |  |  |  |  |  |  |  |
| |                                                                              |  |  |  |  |  |  |  |  |  |  |  |  |  |  |  |
| |                                                                              |  |  |  |  |  |  |  |  |  |  |  |  |  |  |  |
| | 17. Luisa Francisca de Guzmán y Sandoval                                     |  |  |  |  |  |  |  |  |  |  |  |  |  |  |  |
| |                                                                              |  |  |  |  |  |  |  |  |  |  |  |  |  |  |  |
| |                                                                              |  |  |  |  |  |  |  |  |  |  |  |  |  |  |  |
| | 4. Juan V, rey de Portugal (= 12)                                            |  |  |  |  |  |  |  |  |  |  |  |  |  |  |  |
| |                                                                              |  |  |  |  |  |  |  |  |  |  |  |  |  |  |  |
| |                                                                              |  |  |  |  |  |  |  |  |  |  |  |  |  |  |  |
| | 18. Felipe Guillermo, conde palatino y elector de Palatinado-Neoburgo (= 22) |  |  |  |  |  |  |  |  |  |  |  |  |  |  |  |
| |                                                                              |  |  |  |  |  |  |  |  |  |  |  |  |  |  |  |
| |                                                                              |  |  |  |  |  |  |  |  |  |  |  |  |  |  |  |
| | 9. Condesa palatina María Sofía de Palatinado-Neoburgo (= 25)                |  |  |  |  |  |  |  |  |  |  |  |  |  |  |  |
| |                                                                              |  |  |  |  |  |  |  |  |  |  |  |  |  |  |  |
| |                                                                              |  |  |  |  |  |  |  |  |  |  |  |  |  |  |  |
| | 19. Landgravina Isabel Amalia de Hesse-Darmstadt (= 23)                      |  |  |  |  |  |  |  |  |  |  |  |  |  |  |  |
| |                                                                              |  |  |  |  |  |  |  |  |  |  |  |  |  |  |  |
| |                                                                              |  |  |  |  |  |  |  |  |  |  |  |  |  |  |  |
| | 2. Infante Pedro de Portugal                                                 |  |  |  |  |  |  |  |  |  |  |  |  |  |  |  |
| |                                                                              |  |  |  |  |  |  |  |  |  |  |  |  |  |  |  |
| |                                                                              |  |  |  |  |  |  |  |  |  |  |  |  |  |  |  |
| | 20. Fernando III del Sacro Imperio Romano Germánico                          |  |  |  |  |  |  |  |  |  |  |  |  |  |  |  |
| |                                                                              |  |  |  |  |  |  |  |  |  |  |  |  |  |  |  |
| |                                                                              |  |  |  |  |  |  |  |  |  |  |  |  |  |  |  |
| | 10. Leopoldo I, emperador del Sacro Imperio Romano Germánico (= 26)          |  |  |  |  |  |  |  |  |  |  |  |  |  |  |  |
| |                                                                              |  |  |  |  |  |  |  |  |  |  |  |  |  |  |  |
| |                                                                              |  |  |  |  |  |  |  |  |  |  |  |  |  |  |  |
| | 21. Infanta María Ana de España                                              |  |  |  |  |  |  |  |  |  |  |  |  |  |  |  |
| |                                                                              |  |  |  |  |  |  |  |  |  |  |  |  |  |  |  |
| |                                                                              |  |  |  |  |  |  |  |  |  |  |  |  |  |  |  |
| | 5. Archiduquesa María Ana de Austria (= 13)                                  |  |  |  |  |  |  |  |  |  |  |  |  |  |  |  |
| |                                                                              |  |  |  |  |  |  |  |  |  |  |  |  |  |  |  |
| |                                                                              |  |  |  |  |  |  |  |  |  |  |  |  |  |  |  |
| | 22. Felipe Guillermo, conde palatino y elector de Palatinado-Neoburgo (=18)  |  |  |  |  |  |  |  |  |  |  |  |  |  |  |  |
| |                                                                              |  |  |  |  |  |  |  |  |  |  |  |  |  |  |  |
| |                                                                              |  |  |  |  |  |  |  |  |  |  |  |  |  |  |  |
| | 11. Condesa palatina Leonor Magdalena de Palatinado-Neoburgo (= 27)          |  |  |  |  |  |  |  |  |  |  |  |  |  |  |  |
| |                                                                              |  |  |  |  |  |  |  |  |  |  |  |  |  |  |  |
| |                                                                              |  |  |  |  |  |  |  |  |  |  |  |  |  |  |  |
| | 23. Landgravina Isabel Amalia de Hesse-Darmstadt (=19)                       |  |  |  |  |  |  |  |  |  |  |  |  |  |  |  |
| |                                                                              |  |  |  |  |  |  |  |  |  |  |  |  |  |  |  |
| |                                                                              |  |  |  |  |  |  |  |  |  |  |  |  |  |  |  |
| | 1. Juan VI de Portugal                                                       |  |  |  |  |  |  |  |  |  |  |  |  |  |  |  |
| |                                                                              |  |  |  |  |  |  |  |  |  |  |  |  |  |  |  |
| |                                                                              |  |  |  |  |  |  |  |  |  |  |  |  |  |  |  |
| | 24. Pedro II, rey de Portugal (=8)                                           |  |  |  |  |  |  |  |  |  |  |  |  |  |  |  |
| |                                                                              |  |  |  |  |  |  |  |  |  |  |  |  |  |  |  |
| |                                                                              |  |  |  |  |  |  |  |  |  |  |  |  |  |  |  |
| | 12. Juan V, rey de Portugal (= 4)                                            |  |  |  |  |  |  |  |  |  |  |  |  |  |  |  |
| |                                                                              |  |  |  |  |  |  |  |  |  |  |  |  |  |  |  |
| |                                                                              |  |  |  |  |  |  |  |  |  |  |  |  |  |  |  |
| | 25. Condesa palatina María Sofía de Palatinado-Neoburgo (=9)                 |  |  |  |  |  |  |  |  |  |  |  |  |  |  |  |
| |                                                                              |  |  |  |  |  |  |  |  |  |  |  |  |  |  |  |
| |                                                                              |  |  |  |  |  |  |  |  |  |  |  |  |  |  |  |
| | 6. José I, rey de Portugal                                                   |  |  |  |  |  |  |  |  |  |  |  |  |  |  |  |
| |                                                                              |  |  |  |  |  |  |  |  |  |  |  |  |  |  |  |
| |                                                                              |  |  |  |  |  |  |  |  |  |  |  |  |  |  |  |
| | 26. Leopoldo I, emperador del Sacro Imperio Romano Germánico (=10)           |  |  |  |  |  |  |  |  |  |  |  |  |  |  |  |
| |                                                                              |  |  |  |  |  |  |  |  |  |  |  |  |  |  |  |
| |                                                                              |  |  |  |  |  |  |  |  |  |  |  |  |  |  |  |
| | 13. Archiduquesa María Ana de Austria (= 5)                                  |  |  |  |  |  |  |  |  |  |  |  |  |  |  |  |
| |                                                                              |  |  |  |  |  |  |  |  |  |  |  |  |  |  |  |
| |                                                                              |  |  |  |  |  |  |  |  |  |  |  |  |  |  |  |
| | 27. Condesa palatina Leonor Magdalena de Palatinado-Neoburgo (=11)           |  |  |  |  |  |  |  |  |  |  |  |  |  |  |  |
| |                                                                              |  |  |  |  |  |  |  |  |  |  |  |  |  |  |  |
| |                                                                              |  |  |  |  |  |  |  |  |  |  |  |  |  |  |  |
| | 3. María I, reina de Portugal                                                |  |  |  |  |  |  |  |  |  |  |  |  |  |  |  |
| |                                                                              |  |  |  |  |  |  |  |  |  |  |  |  |  |  |  |
| |                                                                              |  |  |  |  |  |  |  |  |  |  |  |  |  |  |  |
| | 28. Luis, delfín de Francia                                                  |  |  |  |  |  |  |  |  |  |  |  |  |  |  |  |
| |                                                                              |  |  |  |  |  |  |  |  |  |  |  |  |  |  |  |
| |                                                                              |  |  |  |  |  |  |  |  |  |  |  |  |  |  |  |
| | 14. Felipe V, rey de España                                                  |  |  |  |  |  |  |  |  |  |  |  |  |  |  |  |
| |                                                                              |  |  |  |  |  |  |  |  |  |  |  |  |  |  |  |
| |                                                                              |  |  |  |  |  |  |  |  |  |  |  |  |  |  |  |
| | 29. Duquesa María Ana Victoria de Baviera                                    |  |  |  |  |  |  |  |  |  |  |  |  |  |  |  |
| |                                                                              |  |  |  |  |  |  |  |  |  |  |  |  |  |  |  |
| |                                                                              |  |  |  |  |  |  |  |  |  |  |  |  |  |  |  |
| | 7. Infanta Mariana Victoria de España                                        |  |  |  |  |  |  |  |  |  |  |  |  |  |  |  |
| |                                                                              |  |  |  |  |  |  |  |  |  |  |  |  |  |  |  |
| |                                                                              |  |  |  |  |  |  |  |  |  |  |  |  |  |  |  |
| | 30. Eduardo II, duque de Parma                                               |  |  |  |  |  |  |  |  |  |  |  |  |  |  |  |
| |                                                                              |  |  |  |  |  |  |  |  |  |  |  |  |  |  |  |
| |                                                                              |  |  |  |  |  |  |  |  |  |  |  |  |  |  |  |
| | 15. Princesa Isabel de Parma                                                 |  |  |  |  |  |  |  |  |  |  |  |  |  |  |  |
| |                                                                              |  |  |  |  |  |  |  |  |  |  |  |  |  |  |  |
| |                                                                              |  |  |  |  |  |  |  |  |  |  |  |  |  |  |  |
| | 31. Condesa palatina Dorotea Sofía de Palatinado-Neoburgo                    |  |  |  |  |  |  |  |  |  |  |  |  |  |  |  |
| |                                                                              |  |  |  |  |  |  |  |  |  |  |  |  |  |  |  |
| |                                                                              |  |  |  |  |  |  |  |  |  |  |  |  |  |  |  |

## Sucesión
| Predecesor: José de Braganza                     | Príncipe de Brasil 1788-1815                      | Sucesor: Él mismo                                                                   |
| Predecesor: Él mismo                             | Príncipe de Portugal, Brasil y Algarves 1815-1816 | Sucesor: Pedro de Alcántara                                                         |
| Predecesor: Mariana Victoria de Borbón (en 1777) | Regente de Portugal 1792-1816 de su madre María I | Sucesor: Regencia de 1821 en nombre del rey Juan VI                                 |
| Predecesor: María I                              | Rey de Portugal, Brasil y Algarve 1816-1825       | Sucesor: Él mismo (como rey de Portugal) Pedro I (como emperador de Brasil en 1822) |
| Predecesor: Él mismo                             | Rey de Portugal y Algarves 1825-1826              | Sucesor: Pedro IV                                                                   |